# Rathaus Bockum-Hövel
Obwohl bereits abzusehen war, dass Bockum-Hövel nach Hamm eingemeindet werden würde, ließ die damalige Stadt Bockum-Hövel zwischen Juni 1971 und Dezember 1972 das Rathaus Bockum-Hövel errichten. Mit der zweiten Phase der kommunalen Gebietsreform, die 1975 ihren Abschluss fand, ging das Rathaus dann in die Trägerschaft der Stadt Hamm über. Diese siedelte dort Teile der Verwaltung an; so war über Jahre hinweg das Sozialamt für mehrere Stadtbezirke hier ansässig. Gegenwärtig ist das Rathaus der Sitz der Bezirksvertretung, des Bürgeramtes, des Kommunalen JobCenters Hamm und einiger weiterer Ämter und Behörden.

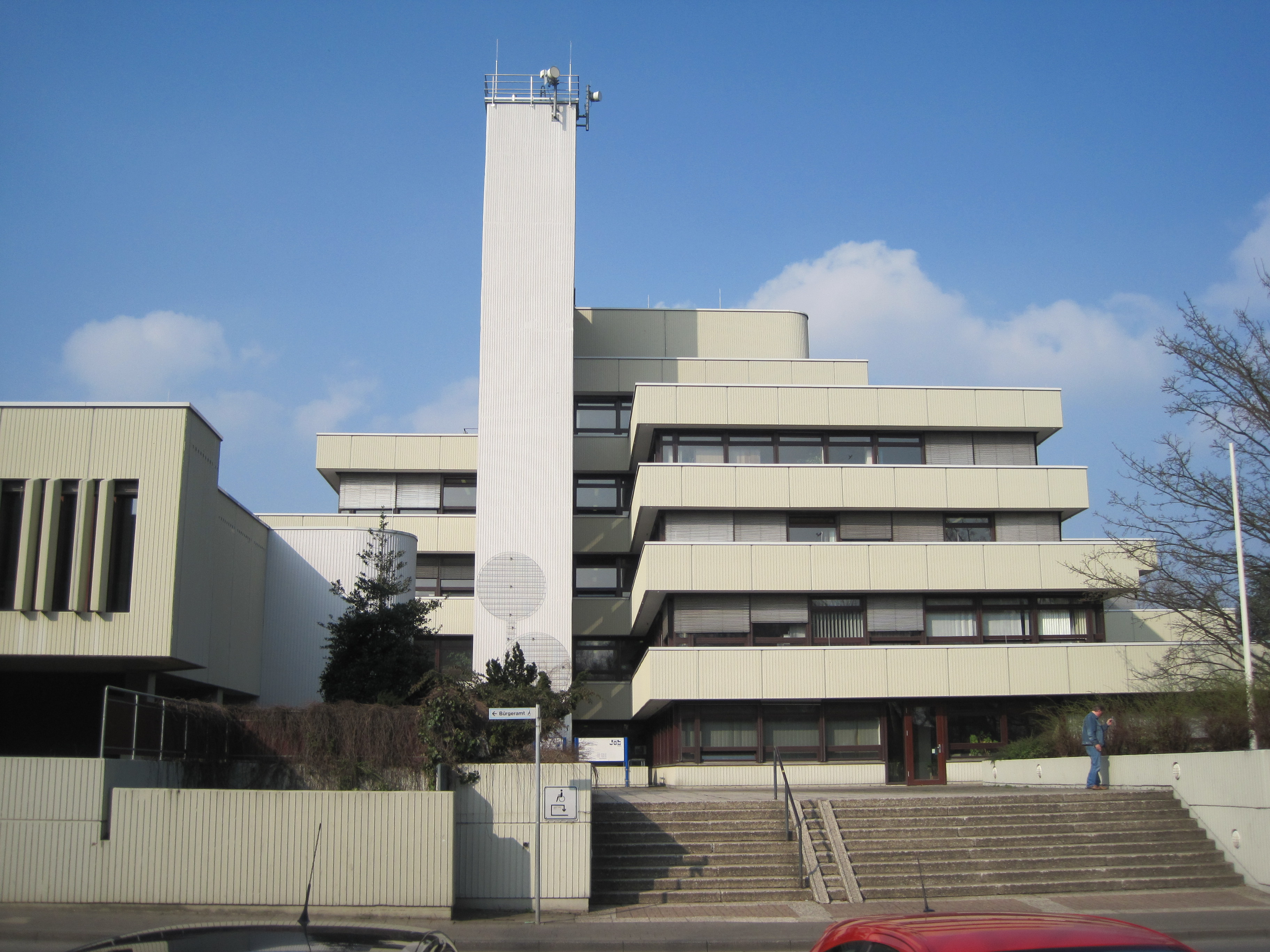
Rathaus Bockum-Hövel, rechte Seite, mit Blick von der Ratenstrauchstraße.

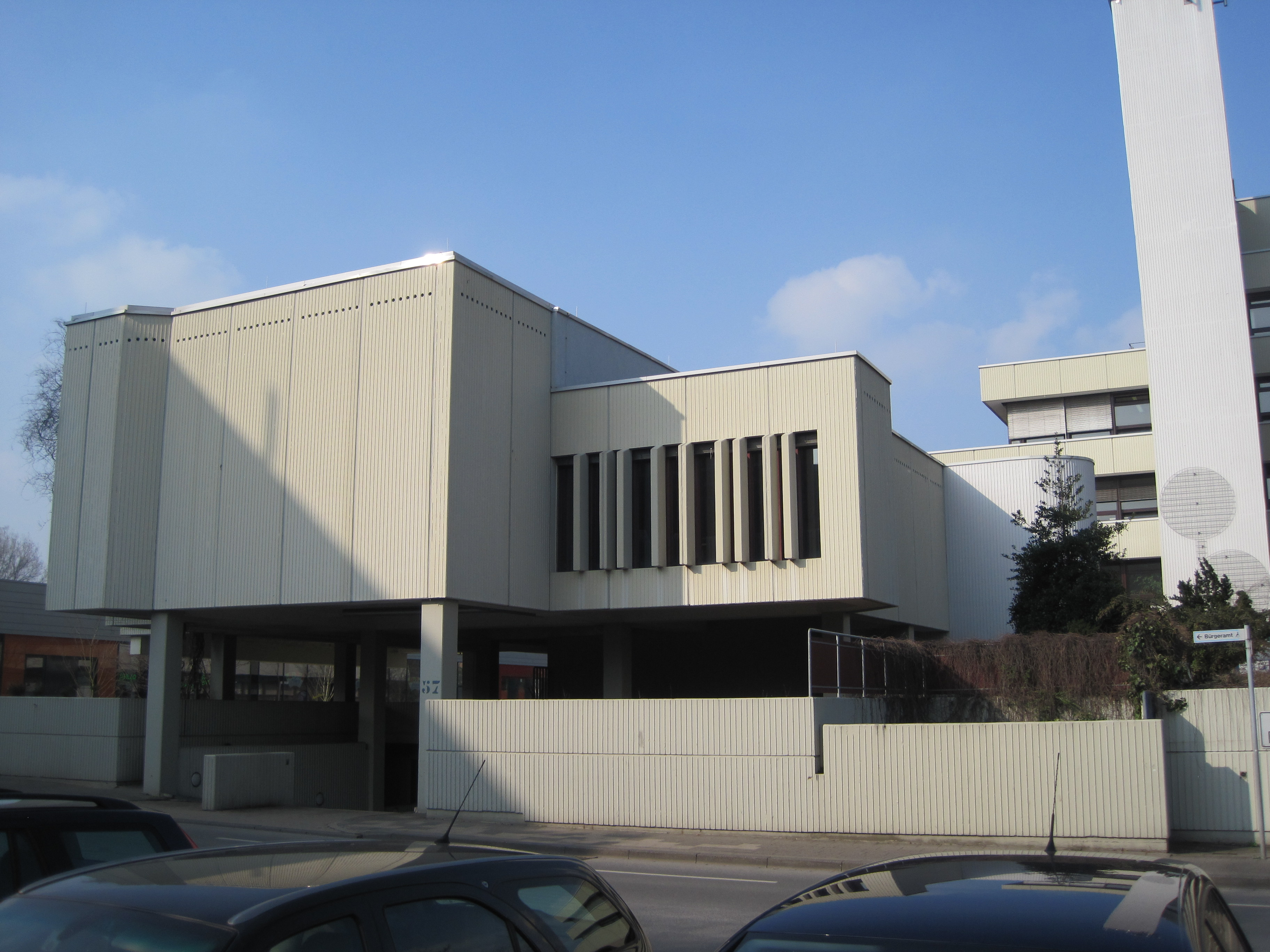
Rathaus Bockum-Hövel, linke Seite, mit Blick von der Ratenstrauchstraße.

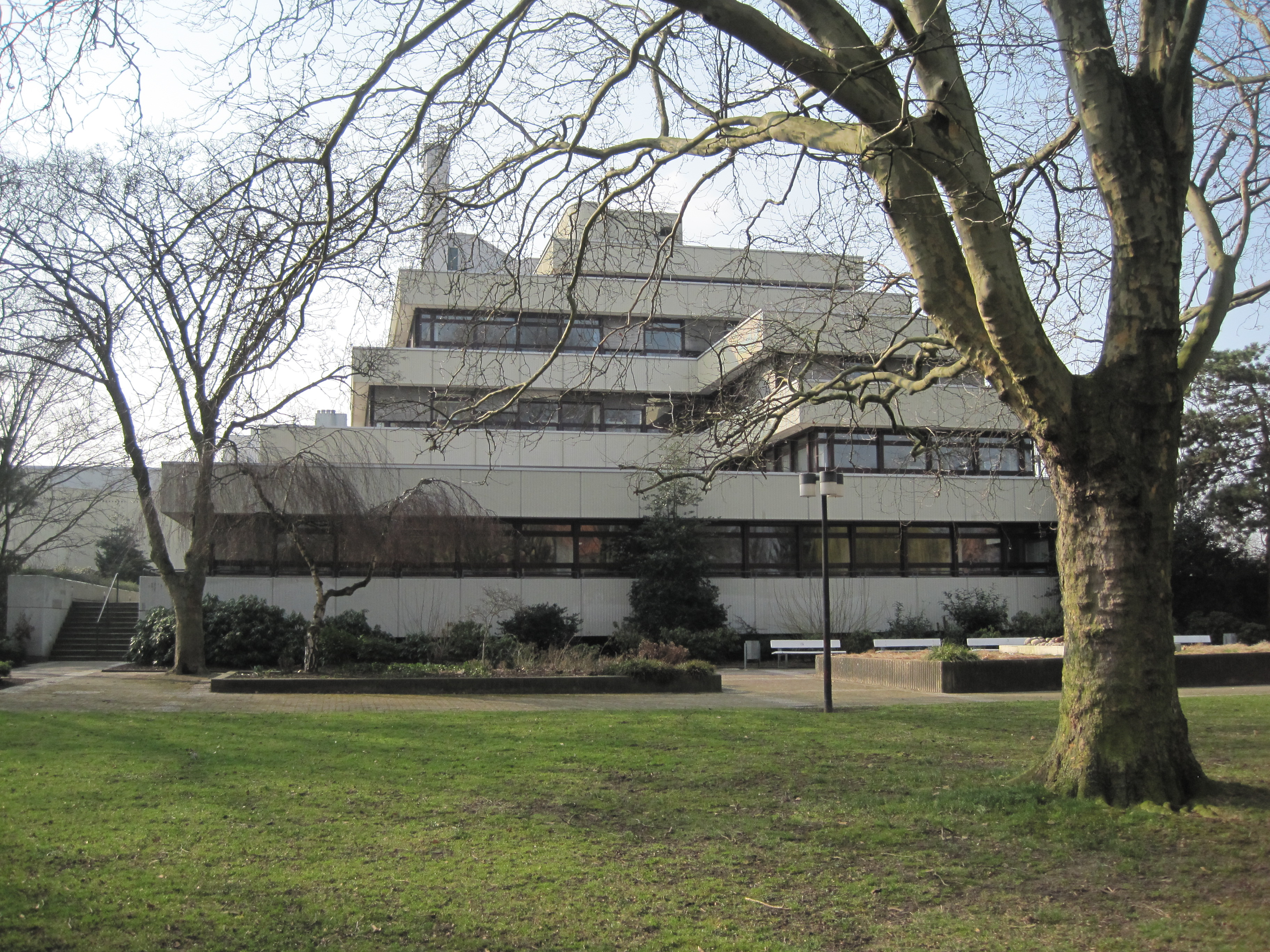
Rathaus Bockum-Hövel, mit Blick vom Stadtpark.

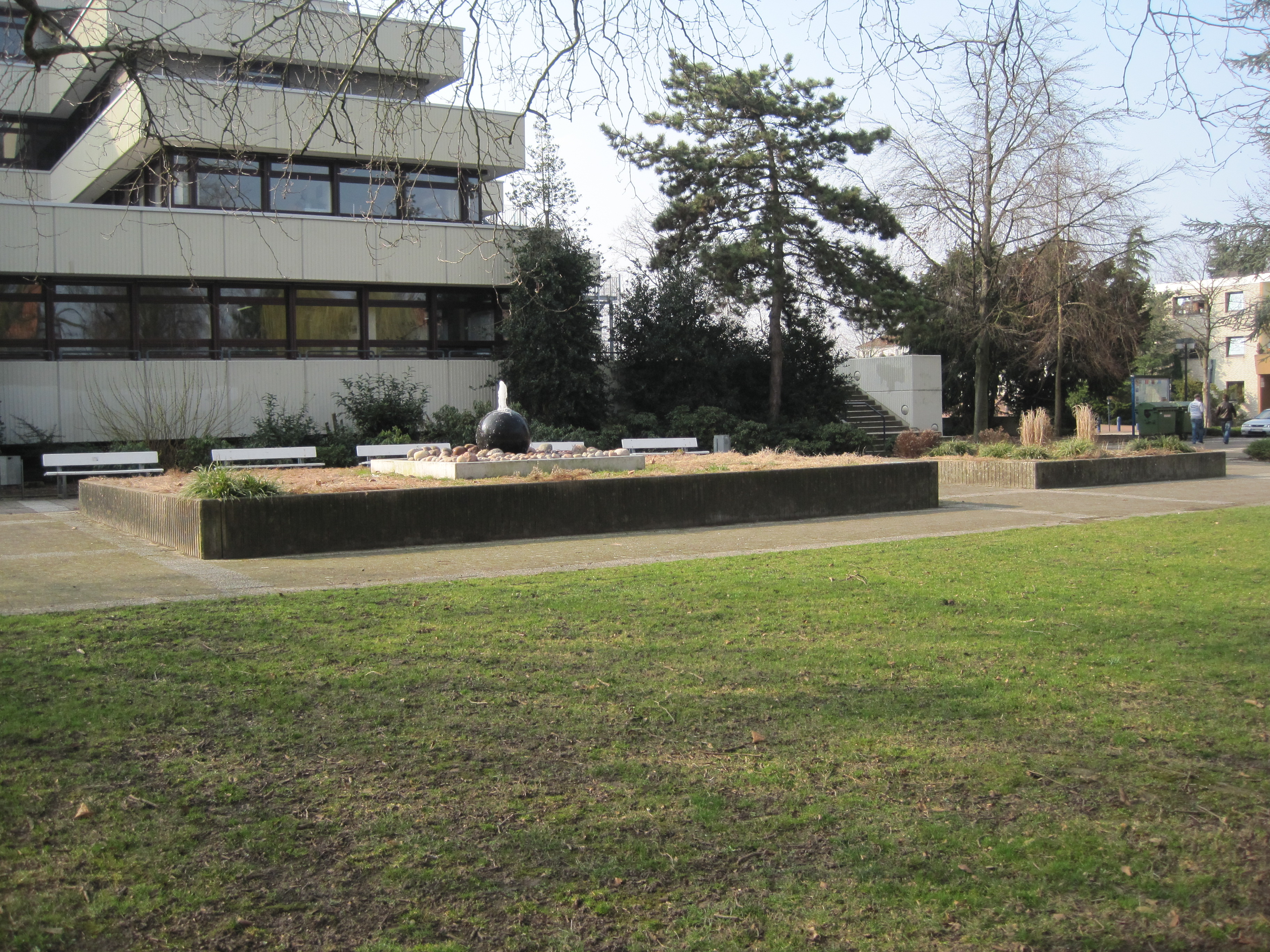
Brunnen vor dem Rathaus Bockum-Hövel.

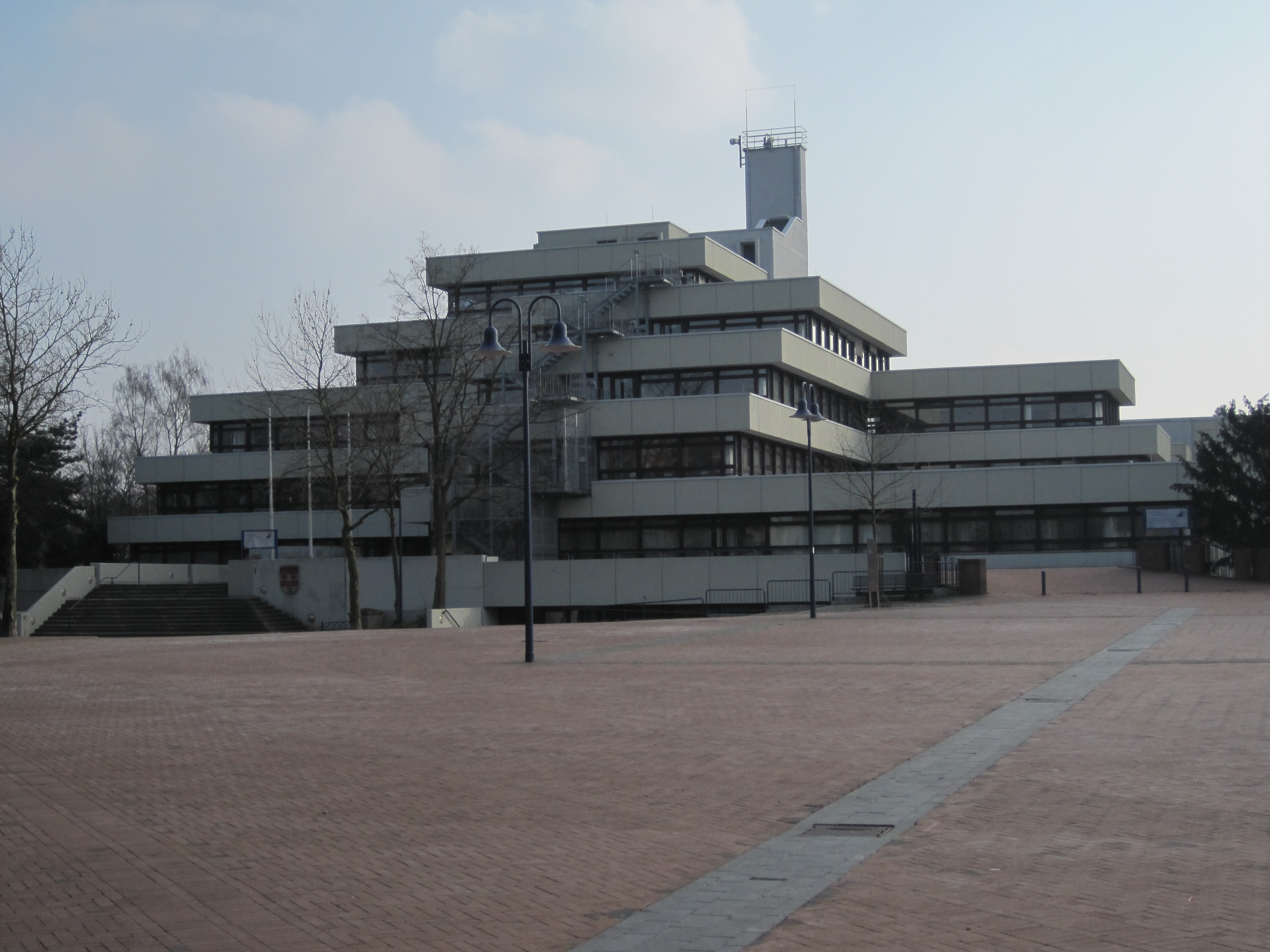
Rathaus Bockum-Hövel, mit Blick vom Marktplatz.

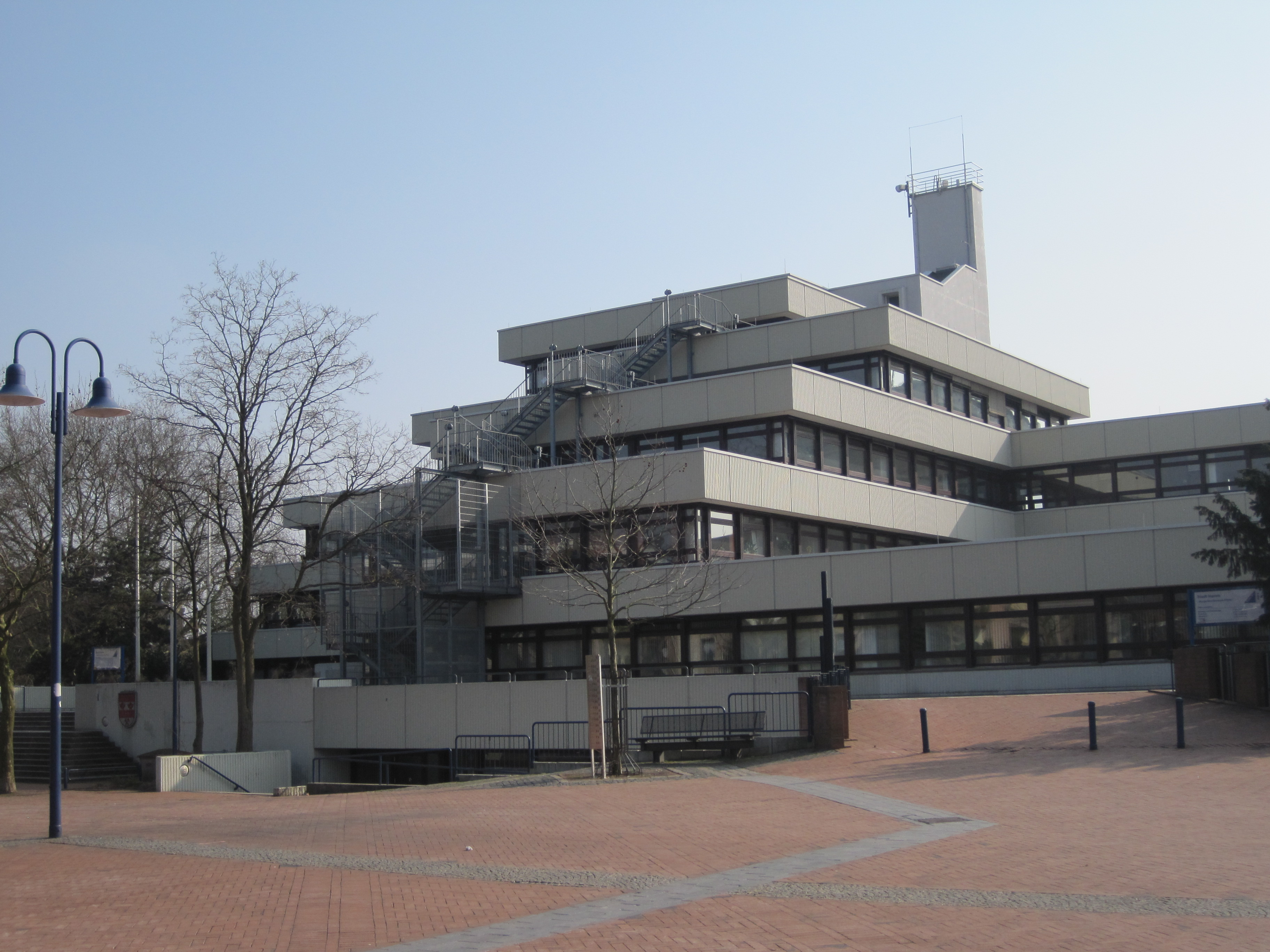
Rathaus Bockum-Hövel, mit Blick vom Marktplatz.

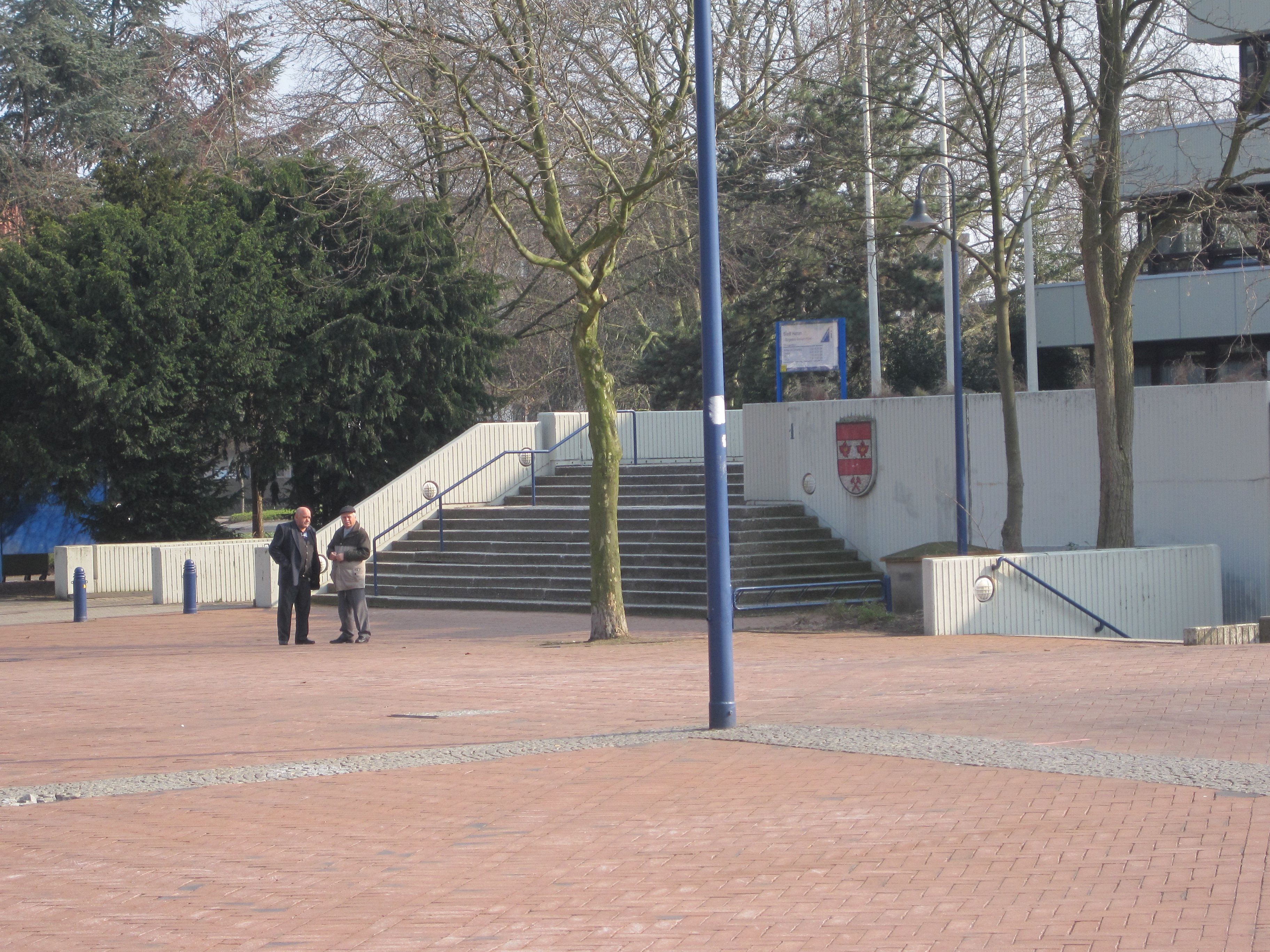
Rathaus Bockum-Hövel, Treppenaufgang am Marktplatz.

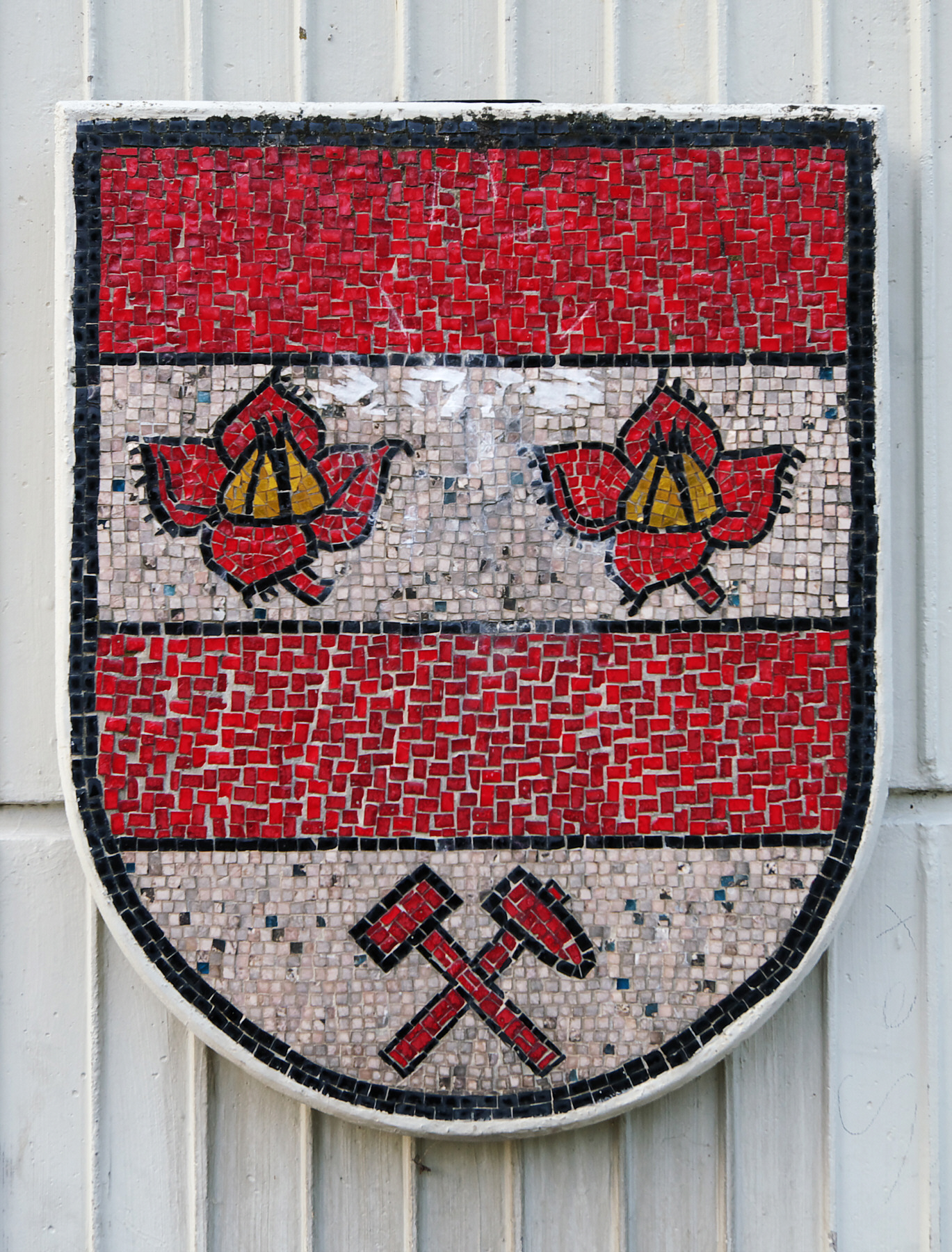
Wappen der Stadt und des heutigen Hammer Stadtbezirkes am ehemaligen Rathaus von Bockum-Hövel.

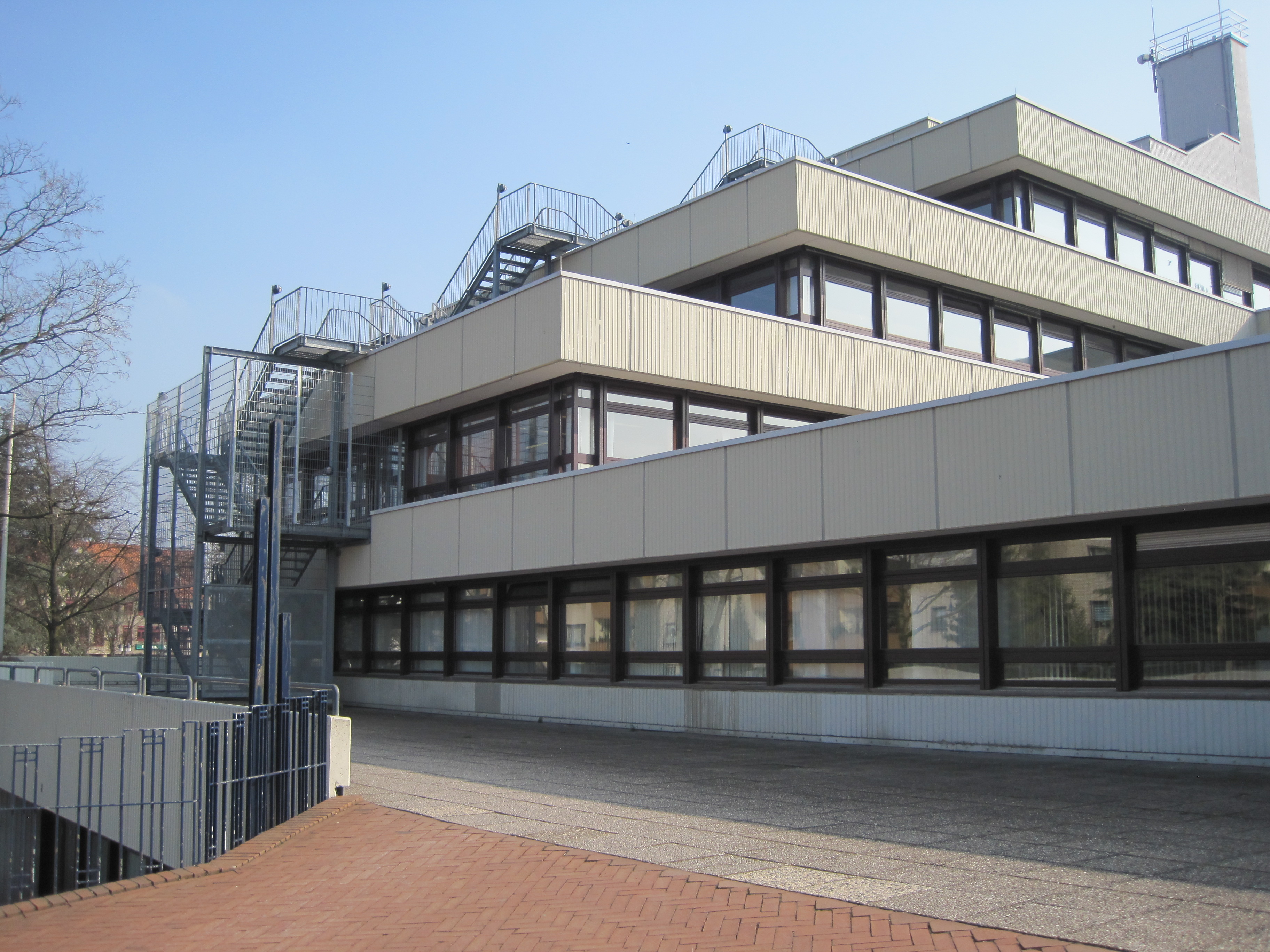
Rathaus Bockum-Hövel, Außentreppe.

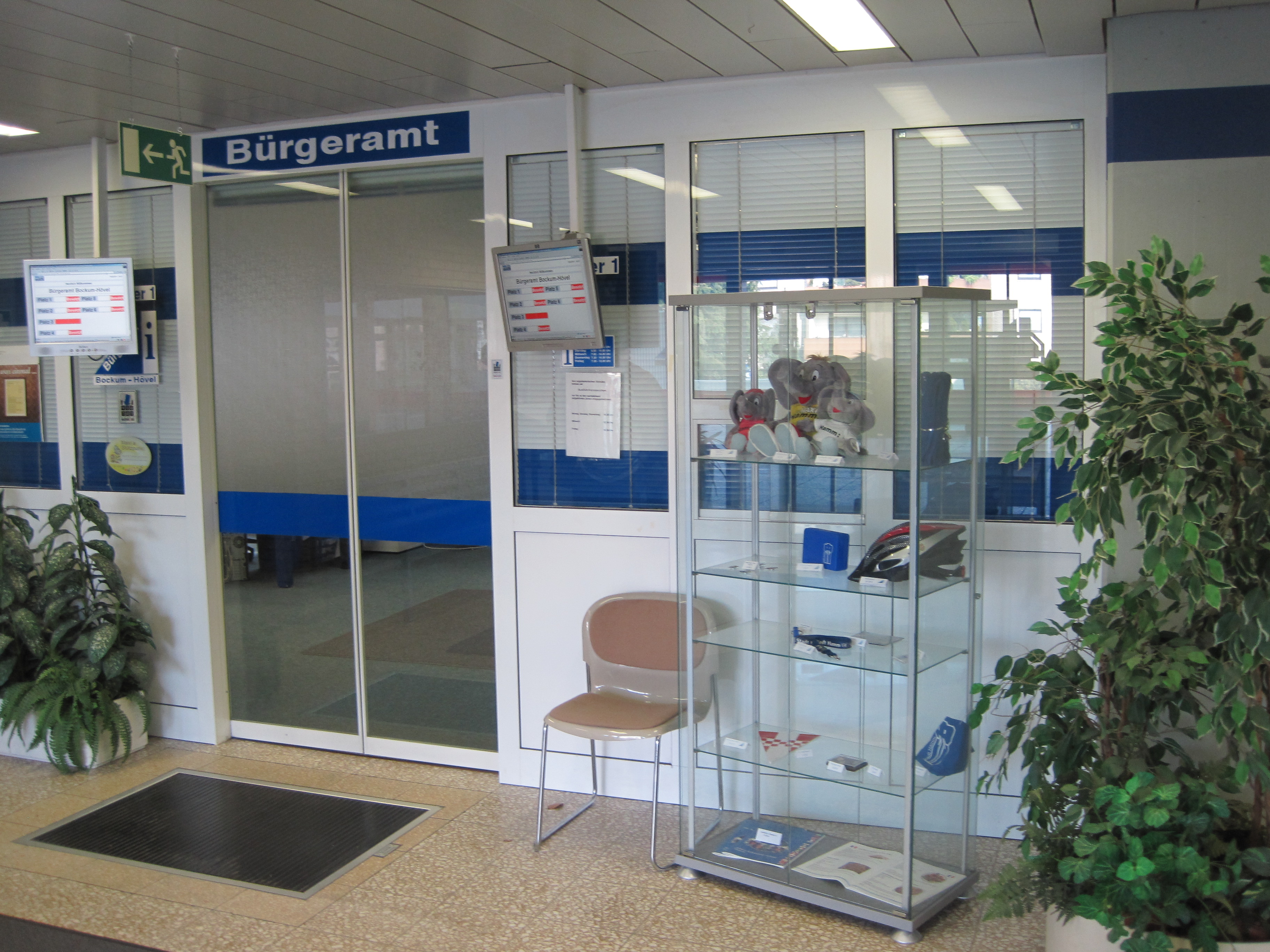
Rathaus Bockum-Hövel, Eingang zum Bürgeramt.

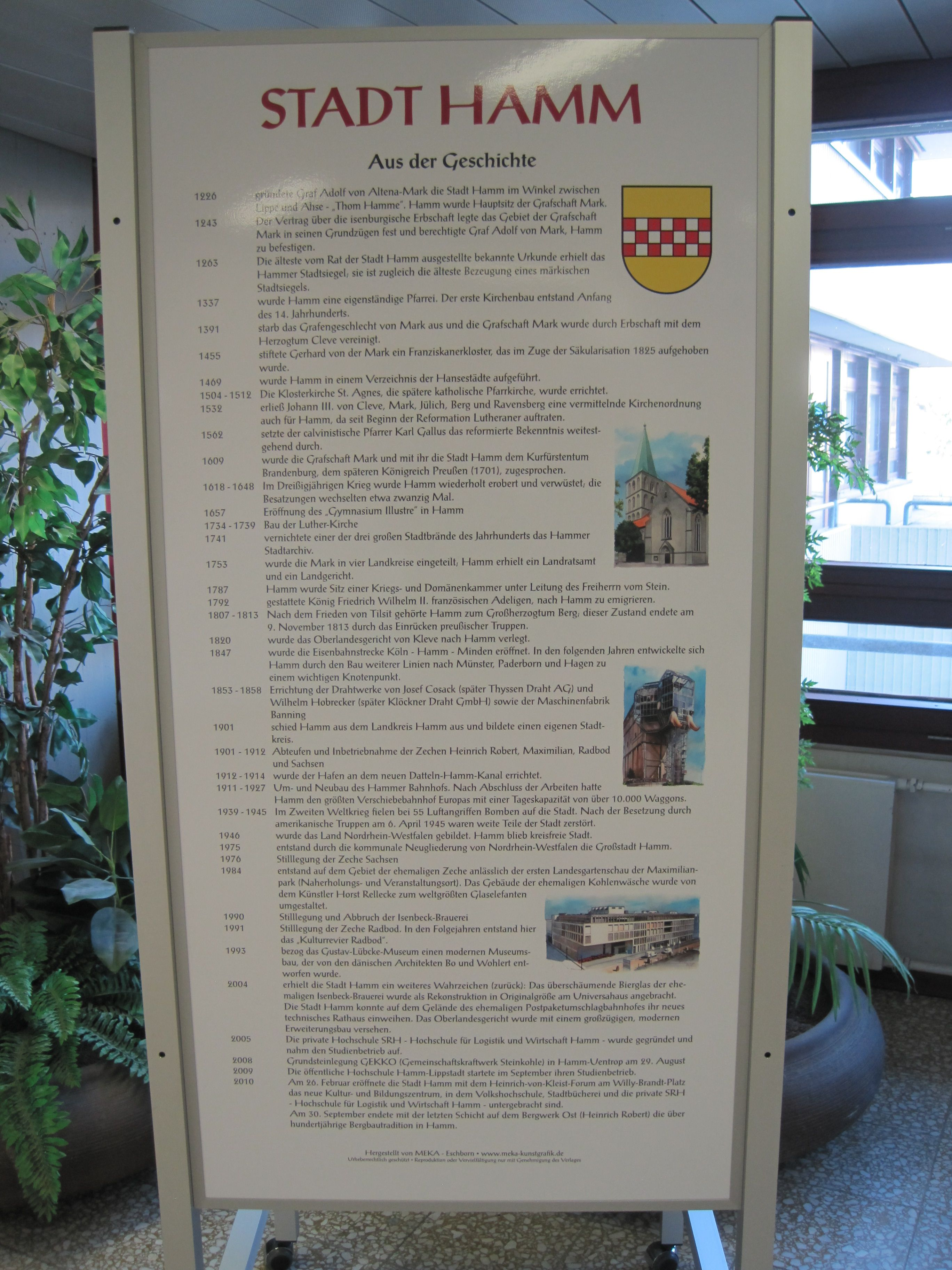
Chronologie der Stadtgeschichte Hamms, steht im Rathaus Bockum-Hövel.

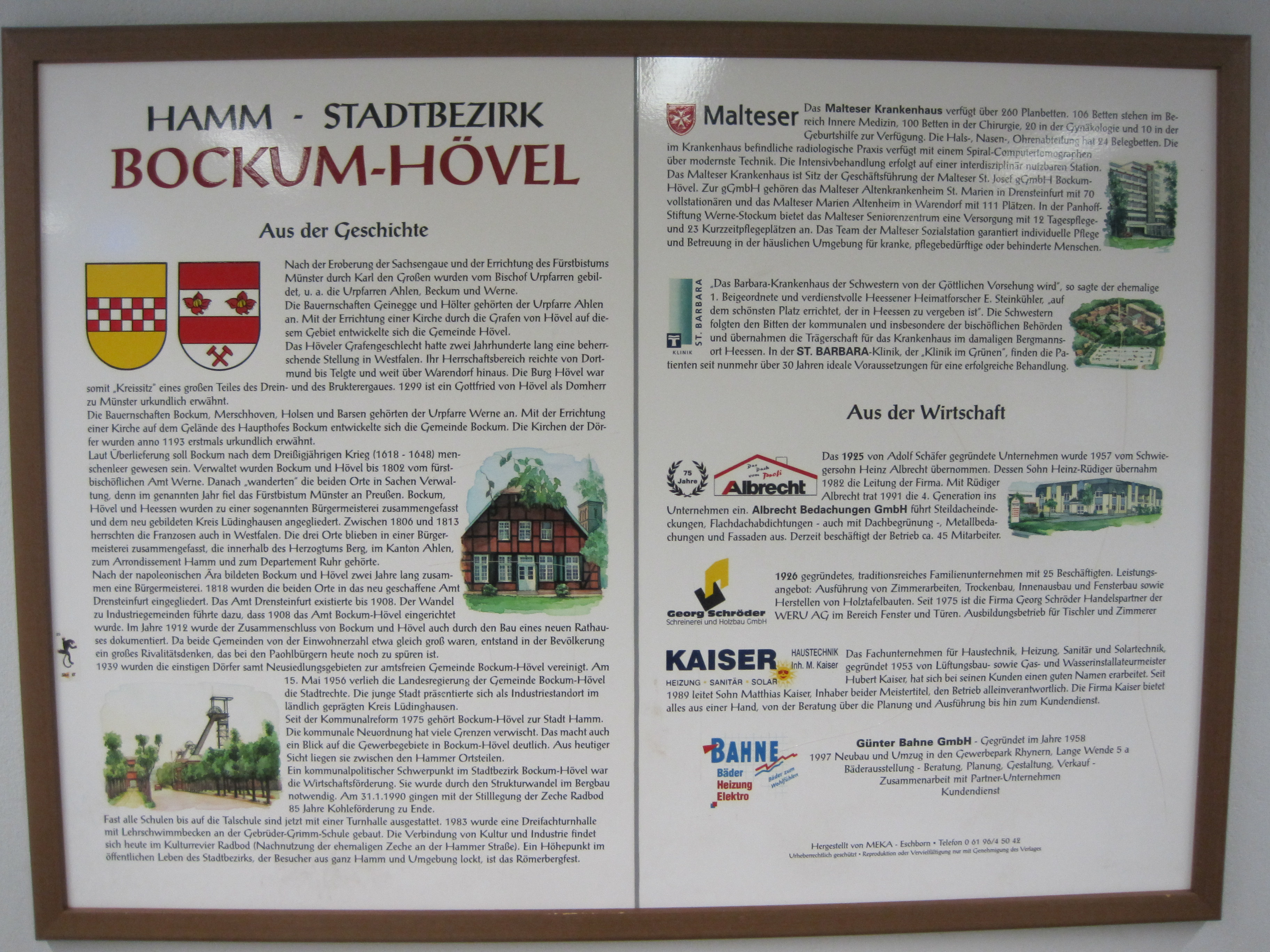
Geschichte Bockum-Hövels; die Tafel hängt im Rathaus Bockum-Hövel.

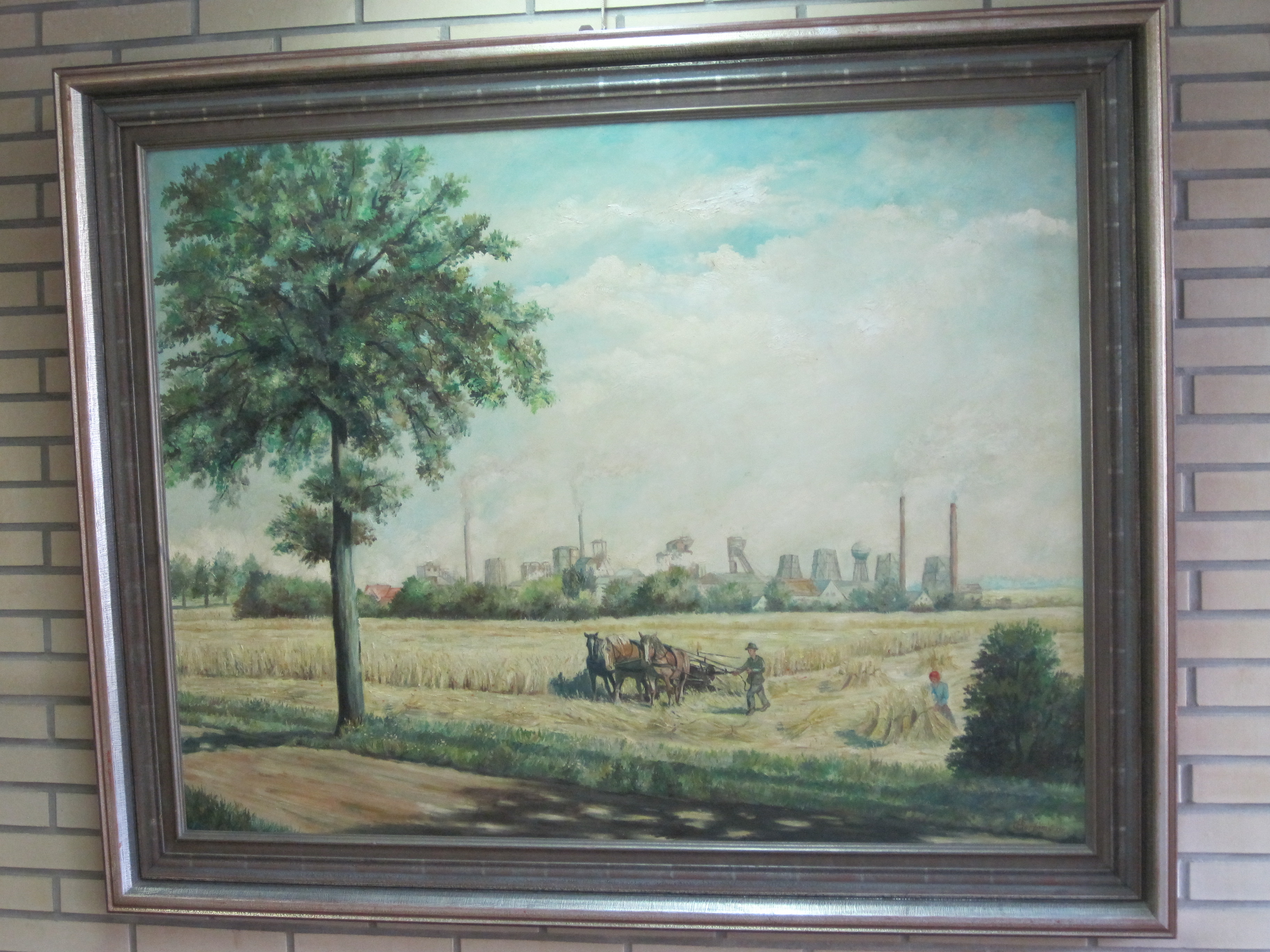
Bild des industriellen und ländlichen Bockum-Hövels im Rathaus Bockum-Hövel.

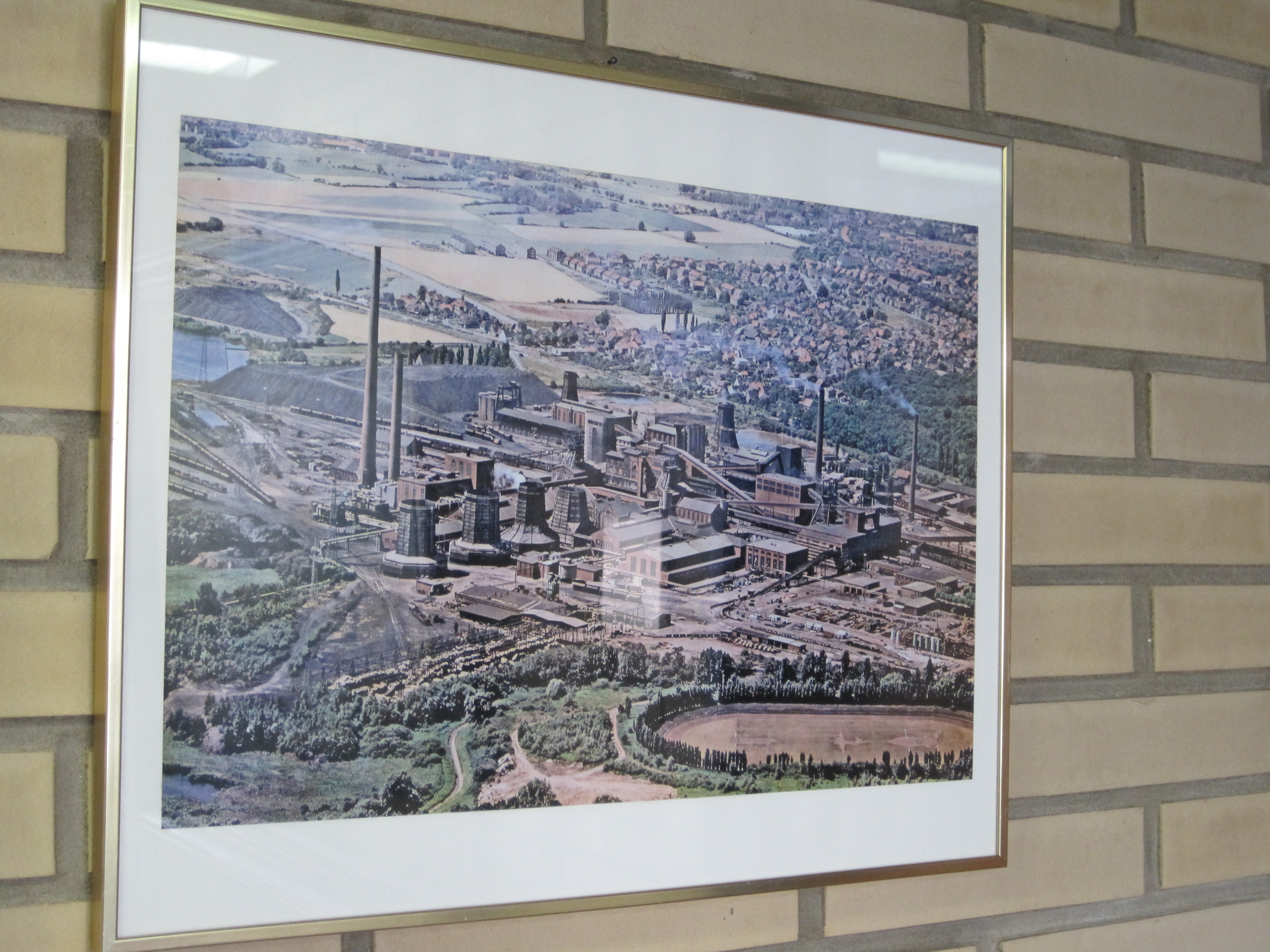
Bild im Rathaus Bockum-Hövel.

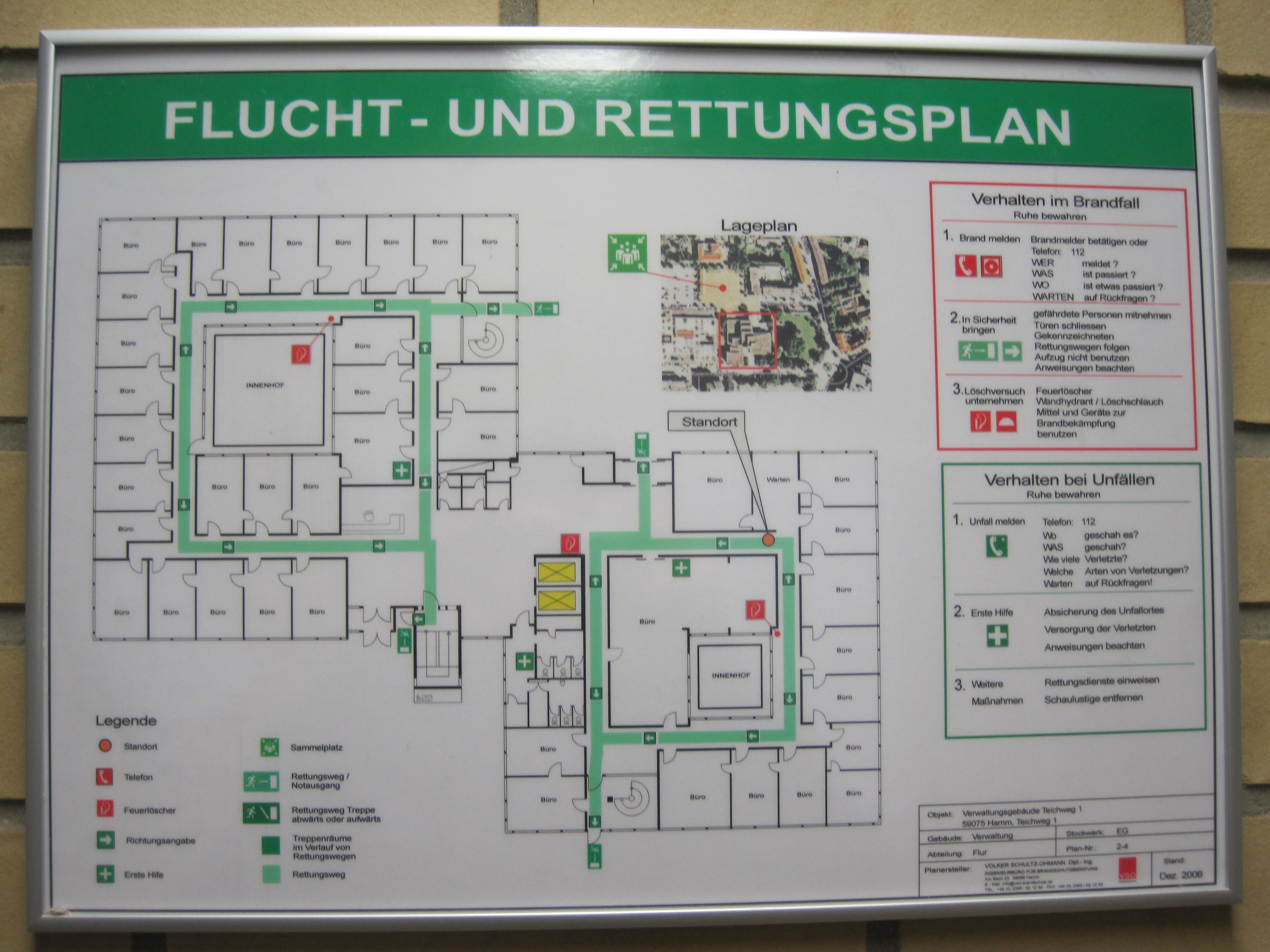
Lageplan des Rathauses (Flucht- und Rettungsplan).

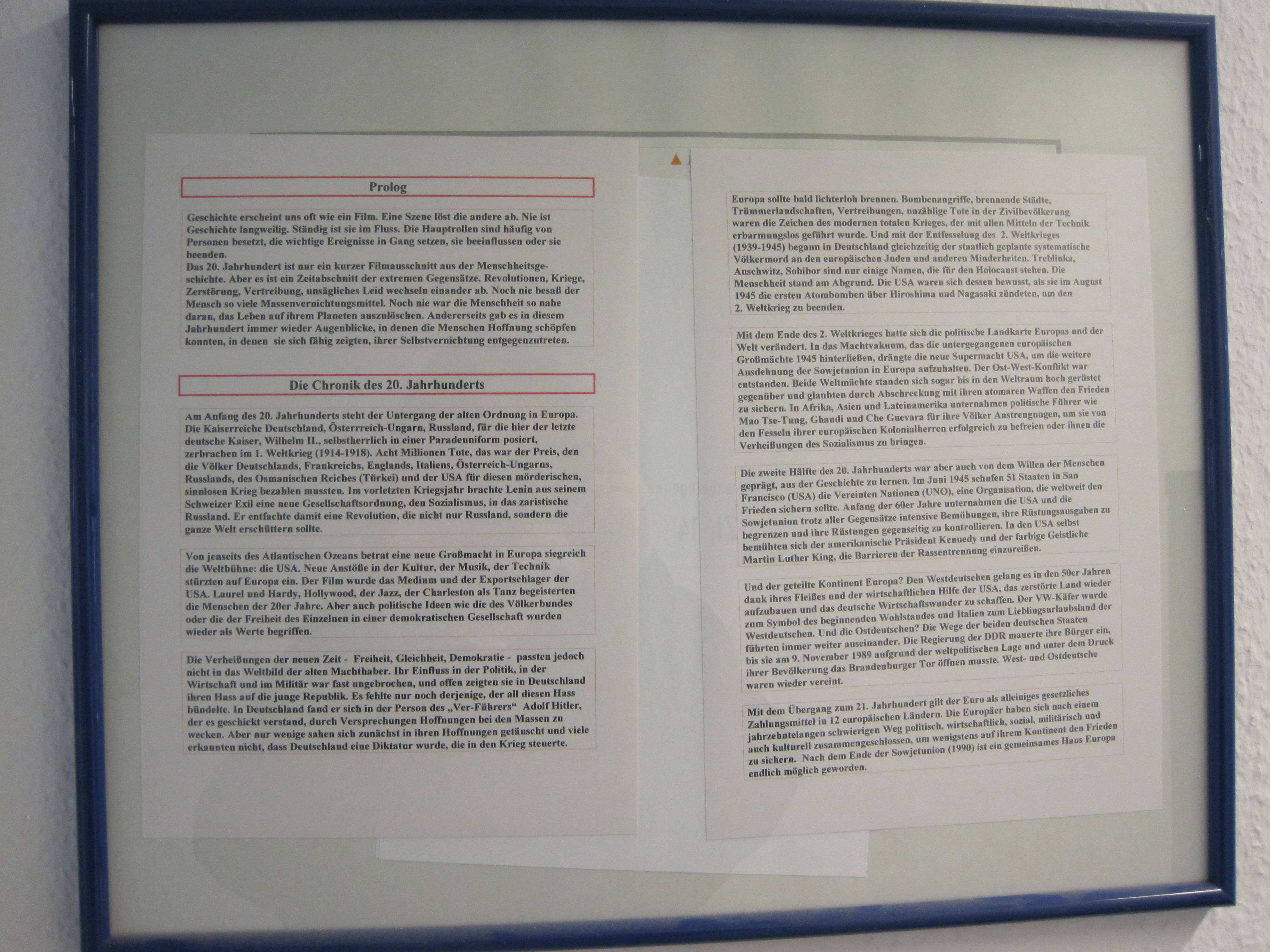
Schautafel im Rathaus Bockum-Hövel.

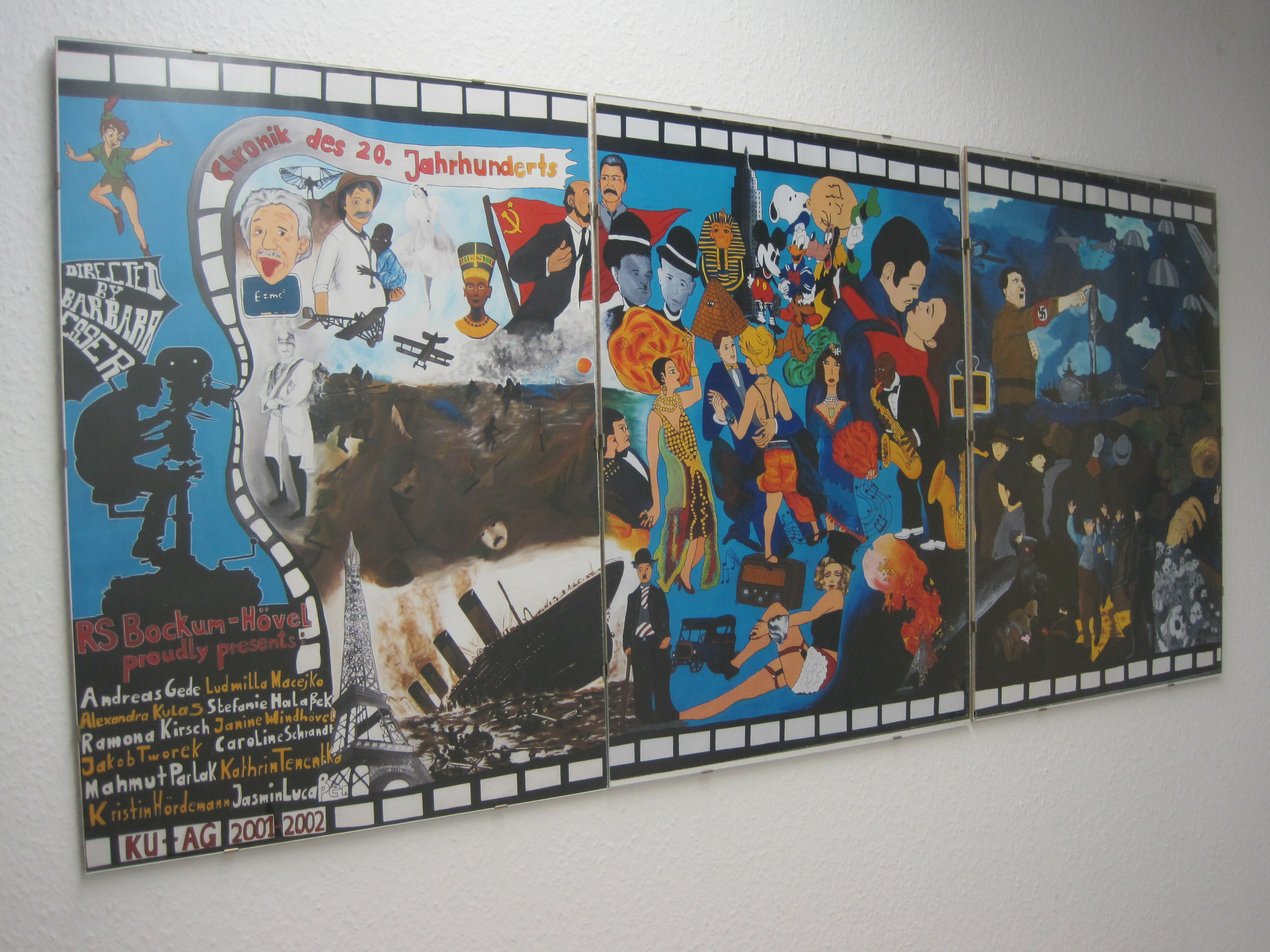
Bild im Rathaus Bockum-Hövel.

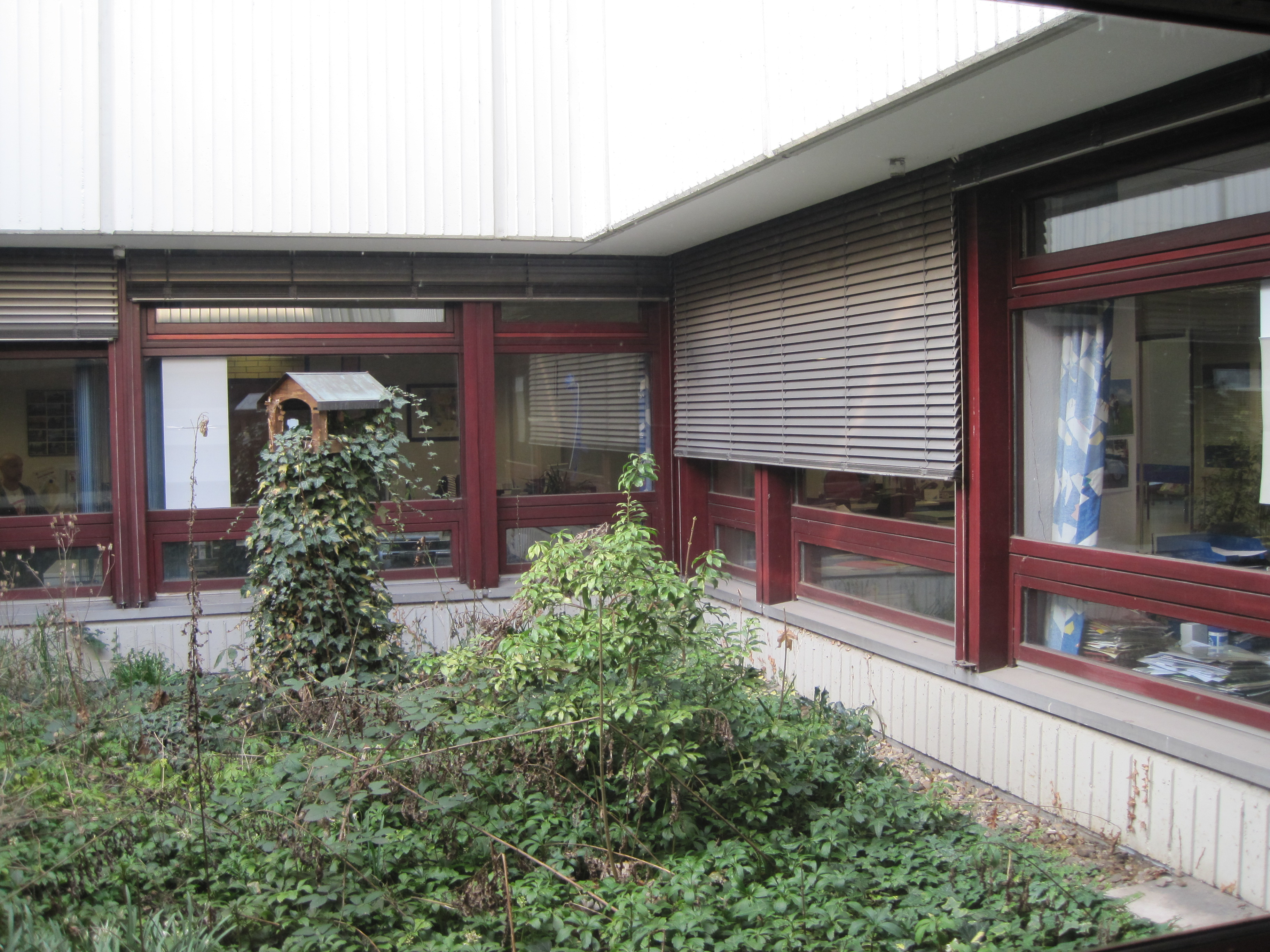
Innenhof des Rathauses Bockum-Hövel.

## Baugeschichte und Architektur
Am 15. Mai 1956 erhob die Landesregierung von Nordrhein-Westfalen die Gemeinde Bockum-Hövel zur Stadt. Diese fasste Ende der 1960er Jahre den Entschluss, ein eigenes Rathaus zu errichten. Zu diesem Zweck wurde ein Wettbewerb ausgeschrieben, der im Juni 1969 entschieden werden konnte. Dieser Zeitpunkt entspricht etwa dem Beginn der zweiten Phase der Gemeindegebietsreform in Nordrhein-Westfalen. Die Planungen für das Rathaus wurden fortgesetzt, obwohl sich bereits herauszukristallisieren begann, dass Bockum-Hövel wahrscheinlich Hamm angegliedert werden würde.
Den Zuschlag für das Bauprojekt erhielten die Architekten HPP Hentrich – Petschnigg & Partner KG aus Düsseldorf und ihr Partner, der Architekt H. Höllges. Projektleiter waren Diplomingenieur K. Ossmann (Planung) und Bauingenieur F. Dillenberger (Bauleitung), als weitere Mitarbeiter traten D. Fock, E. Heuser, E. Schlenkermann und Ha. Urselmann in Erscheinung.
Im Juni 1971 wurde mit dem Bau des Rathauses begonnen. Die Fertigstellung erfolgte im Dezember des Jahres 1972, in dem das Gebäude von der Stadt Bockum-Hövel bezogen wurde. Das Rathaus Bockum-Hövel hat eine Nutzfläche von 3.500 m² bei einem umbauten Raum von 29.000 m³.
1974 erschien in der April-Ausgabe der DBZ – Deutsche Bauzeitschrift, die damals noch eine Bertelsmann-Fachzeitschrift war, unter der Überschrift „Architektur, Entwurf, Detail“ eine kurze Baubeschreibung des Rathauses mit folgendem Wortlaut:

„Der nach allen Seiten gleichwertig orientierte Baukörper berücksichtigt seine zentrale Lage im neu gestalteten Stadtmittelpunkt von Bockum-Hövel. Um die Bedeutung des Rathauses im Stadtbild zu dokumentieren, wurden die Baumassen ihrer Funktion entsprechend plastisch gegliedert. Zusätzlich wurde das Eingangsniveau angehoben und die Höhenentwicklung der geplanten Nachbarbebauung angepaßt.
Durch das Anheben des Rathausplatzes sind die Verkehrsverbindung zwischen der Theodor-Heuss-Straße und der Ratenstrauchstraße sowie die Anordnung der Bediensteten-Einstellplätze über halbgeschossige Rampen möglich. Die sich ineinander verklammernden Freiflächen des Rathausplatzes sind mit dem Marktplatz, den beiden Einkaufszentren und der Theodor-Heuss-Straße über Rampen und Treppen verbunden. Die Konzeption der Außenbereiche zielt auf weitere räumliche und optische Fortsetzung nach allen Seiten.
Die Gesamtanlage ist in drei Raumgruppen unterteilt:
Das Eingangsgeschoß für die publikumsintensiven Ämter, wie Sozialamt, Jugendamt, Kriminalpolizei (in Verbindung mit der darunter liegenden Schutzpolizei), Stadtkasse, Ordnungsamt und Standesamt.
Das Repräsentationsgeschoß des Rates und der Stadtverwaltung in Verbindung mit dem Hauptamt und dem Foyer mit Sitzungssaal und Fraktionsräumen. Diese lassen sich durch Öffnen der Trennwände zu einer großen Einheit zusammenfassen und sind für Zuschauer über einen separaten Eingang zu erreichen.
Die weiteren Obergeschosse für die Büroräume der Verwaltungsarbeit sind zweibündig angelegt.
Ein wesentlicher Faktor der Wirtschaftlichkeit ist das Anheben des Eingangsgeschosses, wodurch die unterste Ebene über dem Grundwasserpegel liegt und eine aufwendige Wannenkonstruktion vermieden werden konnte.
Die Erweiterung ist in einem separaten Baukörper vorgesehen, der in den Obergeschossen mit dem Hauptbau verbunden wird.
Als Konstruktion wurde ein Stahlbeton-Skelett mit normalen Stützweiten gewählt. Auskragende Umgänge werden als Sonnenschutz und zu Reinigungszwecken benutzt. Der Konstruktionsraster ist unabhängig vom Büroachsmaß, so daß Trennwände an die Fassade anschließen können, ohne durch Stützen behindert zu werden. Die Fassade besteht aus 1,80 m breiten Fertigteilen, die verglast oder geschlossen sind.
Der Ratssaal und die angrenzenden Fraktionsräume sind klimatisiert. Die Elt.-Versorgung der Büroräume erfolgt über Bodenkanäle.“

## Heutige Nutzung
In den späten 1990er Jahren wurden viele Ämter und Behörden der Stadt Hamm zentralisiert und zu Bürgerämtern zusammengefasst, von denen jeder Stadtbezirk eins erhielt. Das Bürgeramt des Stadtbezirks Hamm-Bockum-Hövel wurde im Rathaus am heutigen Teichweg 1 angesiedelt, wo es sich immer noch befindet. Das Rathaus ist außerdem der Sitz der Bezirksvertretung, des Kommunalen JobCenters Hamm sowie weiterer Ämter und Behörden.

### Bezirksvertretung
Die Stadt Hamm ist in sieben Stadtbezirke gegliedert, von denen Bockum-Hövel seit 1975 einer ist. Die Bezirksvertretung des Stadtbezirks wird durch die Bürgerschaft auf gesondertem Stimmzettel auf fünf Jahre gewählt. Sie hat neunzehn Mitglieder und wählt aus ihrer Mitte den Bezirksvorsteher, der den Vorsitz über die Bezirksvertretung ausübt und den Stadtbezirk nach außen repräsentiert.
Die parteiliche Zusammensetzung der Bezirksvertretung kann dabei, teils deutlich, von der des Stadtrats abweichen. Dadurch werden die unterschiedlichen Strukturen in den Stadtbezirken berücksichtigt. Den Bezirksvertretungen werden in örtlichen Angelegenheiten wichtige Entscheidungs- und Anhörungsrecht zugewiesen, die in der Gemeindeordnung für das Land Nordrhein-Westfalen und durch den Rat der Stadt Hamm normiert sind.
Beispiele für die Zuständigkeit der Bezirksvertretung sind:
- die Entscheidung über Neu-, Um- und Ausbau von Straßen.
- Eintragungen in die Denkmalliste.
- Einrichtung von Wochenmärkten.
- Wohnumfeldverbesserungen und Verkehrsberuhigung.
- Benennung von Straßen.
- Bürger- und Einwohnerrechte.

In der Kommunalverfassung Nordrhein-Westfalens werden den Bürgern Mitwirkungsmöglichkeiten in ihrem persönlichen Lebensumfeld eingeräumt. Je größer die konkrete Einflussnahme ist, desto höher liegen die Hürden für die Wahrnehmung der Rechte.
Einwohner, also Bewohner der Gemeinde, und Bürger, also diejenigen, die zu Kommunalwahlen berechtigt sind, haben folgende Beteiligungsrechte:
- Anregungen und Beschwerden.
- die Einwohnerfragestunde.
- der Einwohnerantrag.

Nur Bürgern kommt darüber hinaus das Recht auf Bürgerbegehren und Bürgerentscheid zu.
Für jeden Einwohner oder Bürger besteht die Möglichkeit, sich in Angelegenheiten der Gemeinde mit Anregungen und/oder Beschwerden an den Rat oder die Bezirksvertretung zu wenden. Das jeweilige Gremium setzt sich mit der Angelegenheit auseinander und leitet sie an die zuständige Stelle weiter. Dies können Rat, Ausschuss, Bezirksvertretung oder Verwaltung sein. Der Antragstellung wird anschließend über den Fortgang des Verfahrens und das Ergebnis unterrichtet. Zu Beginn einer Bezirksvertretungssitzung wird eine Einwohnerfragestunde abgehalten. Hier können die Bürger ihre Fragen direkt an die Bezirksvertretung richten.
Ein Einwohnerantrag, der bei Rat oder (in Angelegenheiten, für die sie zuständig ist) bei der Bezirksvertretung gestellt werden kann, verpflichtet den Rat zur Beratung und Entscheidung über eine bestimmte Angelegenheit in seinem Zuständigkeitsbereich. Stellen kann ihn jeder, der seit drei Monaten in der Gemeinde wohnt und das vierzehnte Lebensjahr vollendet hat. Allerdings ist eine schriftliche Unterstützung durch vier Prozent der Einwohner der Stadt Hamm (höchstens 8.000) bzw. des jeweiligen Stadtbezirks Voraussetzung. Der Rat bzw. die Bezirksvertretung entscheidet dann über die Zulässigkeit des Antrags, innerhalb von vier Monaten auch über den Antrag selbst.
Mit Bürgerbegehren und Bürgerbescheid nehmen die Bürger direkten Einfluss auf das Leben ihrer Stadt. Sie wenden sich dazu an den Rat oder ihre Bezirksvertretung. Erst wenn dieses Gremium dem Bürgerbegehren nicht entspricht, entscheiden die Bürger anstelle des Rates oder der Bezirksvertretung durch den Bürgerentscheid. Bei fristwahrender Einreichung kann auch ein Ratsbeschluss per Bürgerbegehren angegriffen werden. Wird ihm nicht entsprochen, ist innerhalb von drei Monaten ein Bürgerentscheid durchzuführen.
Voraussetzungen dafür sind:
- Das Bürgerbegehren muss schriftlich als Frage formuliert sein, die mit Ja oder Nein beantwortet werden kann.
- Es muss ausführen, wie die Kosten für das gewünschte Projekt gedeckt werden sollen.
- Mindestens fünf Prozent der Hammer Bürger oder entsprechend einem Stadtbezirk müssen das Begehren unterzeichnen.
- Es müssen drei Personen genannt werden, die die Unterzeichnenden vertreten.

Die Entscheidung gilt als herbeigeführt, wenn eine Mehrheit mit „Ja“ oder mit „Nein“ stimmt. Dabei muss die Wahlbeteiligung so hoch sein, dass die Mehrheit zwanzig Prozent der Wahlberechtigten stellt. Bei Stimmgleichheit wird die Frage als mit „Nein“ beantwortet gewertet. Nur Bürger, nicht aber der Rat kann einen Bürgerbeschied initiieren. Bürgerentscheide können nur binnen zwei Jahren geändert werden, und nur durch erneuten Bürgerentscheid.
Kreisfreie Städte wie Hamm müssen den Bürgerbescheid auch für Stadtbezirke zur Verfügung stellen, vorausgesetzt, es handelt sich um Angelegenheiten der Bezirksvertretung. Ausgenommen sind bestimmte nicht durch Bürgerbescheid regelbare Tatbestände wie
- Angelegenheiten des Landes oder des Bundes
- Angelegenheiten, die dem Oberbürgermeister vorbehalten sind, wie Fragen der inneren Organisation
- alle Personalangelegenheiten
- Haushalt und Gebühren einer Gemeinde
- Bauleitpläne
- Vorhaben, die ein Planfeststellungsverfahren erforderlich machen.[2]

### Bürgeramt (Dienstleistungen)
Das Bürgeramt ist für die folgenden Dienstleistungen zuständig:
- Abfall
  - Abfallgefäße – Beantragung, Änderung (nicht im Bürgeramt Mitte)
  - Abfuhrkalender
  - CD-Sammlungen
  - Entsorgung von Altbatterien
  - Korkensammlung
  - Restmüllsäcke (Verkauf)
  - Sperrmüllkarten
  - Walter der Halter (Verkauf)
- Alters- und Ehejubiläen
  - (Anmeldungen)
- Aufenthaltsbescheinigungen
  - Ausstellung
- Ausländische Mitbürger
  - Anträge zur Erteilung bzw. Verlängerung der Aufenthaltserlaubnis
- Banner- u. Hissfahnen (nicht in Mitte)
  - Ausleihe
- Bebauungspläne, Ausbaupläne, Flächennutzungspläne
  - Offenlegung zur Information
- Beglaubigungen von Abschriften, Ablichtungen und Unterschriften
- Bezirkliche Angelegenheiten
  - Anregungen aus der Bürgerschaft
  - Ordensangelegenheiten
  - Ortsrecht
  - Vermietung von Räumen in Schulen, Schulsportanlagen und Kulturinstituten, städtischen Begegnungsstätten
- Buchausleihe
  - nur in Pelkum
- Bürgerberatung
  - Information
- Einwohnermeldewesen
- Elternbeitrag für Kindergärten und Kindertagesstätten
  - Entgegennahme von Einkommenserklärungen (nicht in Mitte)
- Fax-Service
- Fischereischeine
  - Erstanträge und Verlängerungen
- Fotokopierservice
- Fundangelegenheiten (nicht in Rhynern)
- Führerscheine
  - EU-Kartenführerschein (Anträge)
  - Verlust von Führerscheinen
  - Umtauschanträge
  - Internationale Führerscheine (Anträge)
- Führungszeugnisse
  - Anträge
- Gewerbeangelegenheiten (nicht in-Rhynern)
  - Anmeldungen
  - Ummeldungen
  - Abmeldungen
  - Reisegewerbekarten
- Hammer Ferienspaß
- Haushaltsbescheinigungen für Kindergeld
- Hundesteuer (nicht in Mitte)
  - An- und Abmeldungen
  - Anträge auf Ermäßigung oder Befreiung
- Informationsschriften (städtische sowie von anderen Behörden)
- Jagdscheine
  - Erstanträge und Verlängerungen
- Kfz-Angelegenheiten
  - Kraftfahrzeugan- und -abmeldungen
  - Kraftfahrzeugummeldungen
  - Wunschkennzeichen
  - Kurzzeitkennzeichen
  - Kfz-Schein- und Briefberichtigungen
  - Verlust von Fahrzeugpapieren
  - Technische Änderungen (Eintragung)
  - Saison- und Ausfuhrkennzeichen
  - Bewohnerparkerlaubnisse (nur Mitte)
  - Handwerkerparkausweise
  - G-Kat-Plakette
  - Ozon-Plakette
  - Antrag auf Erteilung einer Ausnahmeregelung für Schwerbehinderte
- Lebensbescheinigungen
- Lohnsteuerkarten
  - Änderung
  - Ausstellung
  - Ersatzlohnsteuerkarten
  - Steuerklassenwechsel
  - Steuerliche Lebensbescheinigungen
- Meldebescheinigungen
- Mietspiegel
  - Ausgabe
- Neubürgerinformation
- Organspendeausweise
- Ordnungsangelegenheiten
  - Anmeldung von Manöverschäden
  - Sperrzeit-Verkürzung
- Postsendungen (Annahme)
- Radwanderkarten (Verkauf)
- Radwegekarten (Verkauf)
- Radlerstadtplan (Verkauf)
- Reisedokumente
  - Personalausweise
  - Reisepässe
  - Kinderreisepässe
  - Verlustanzeigen
- Soziale Angelegenheiten
  - BaföG-Anträge
  - Blindengeld
  - Erziehungsgeld (Anträge) und Weiterleitung an das Versorgungsamt
  - Fahrdienst für Behinderte (Anträge)
  - Fernsprechanschlüsse (Gebührenermäßigung aus sozialen Gründen)
  - Gehörlosengeld
  - Kriegsopferfürsorge
  - Schwerbehindertenausweise (Anträge und Verlängerungen)
  - Unterhaltssicherung
- Stadtpläne (Verkauf)
- Stadtpräsente (Verkauf)
- Umwelt- und Freizeitkarte (Verkauf)
- Untersuchungsberechtigungsscheine
- Urkunden des Standesamtes (nicht in Mitte)
  - Anträge zur Ausstellung von Geburts-, Heirats- und Sterbeurkunden sowie Familienbuchauszügen
- VHS
  - Information und Entgegennahme von Anmeldungen
- Vor Abschaffung der Wehrpflicht außerdem: Wehrerfassung
- Widersprüche
  - Entgegennahme
- Wohnungsförderung (nicht im Bürgeramt Mitte)
  - Miet- und Lastenzuschuss
  - Wohngeld
  - Fehlbelegungsabgabe
- Wohnungswechsel
  - Anmeldungen
  - Abmeldungen
  - Ummeldungen
  - Statuswechsel[2]

### Kommunales JobCenter

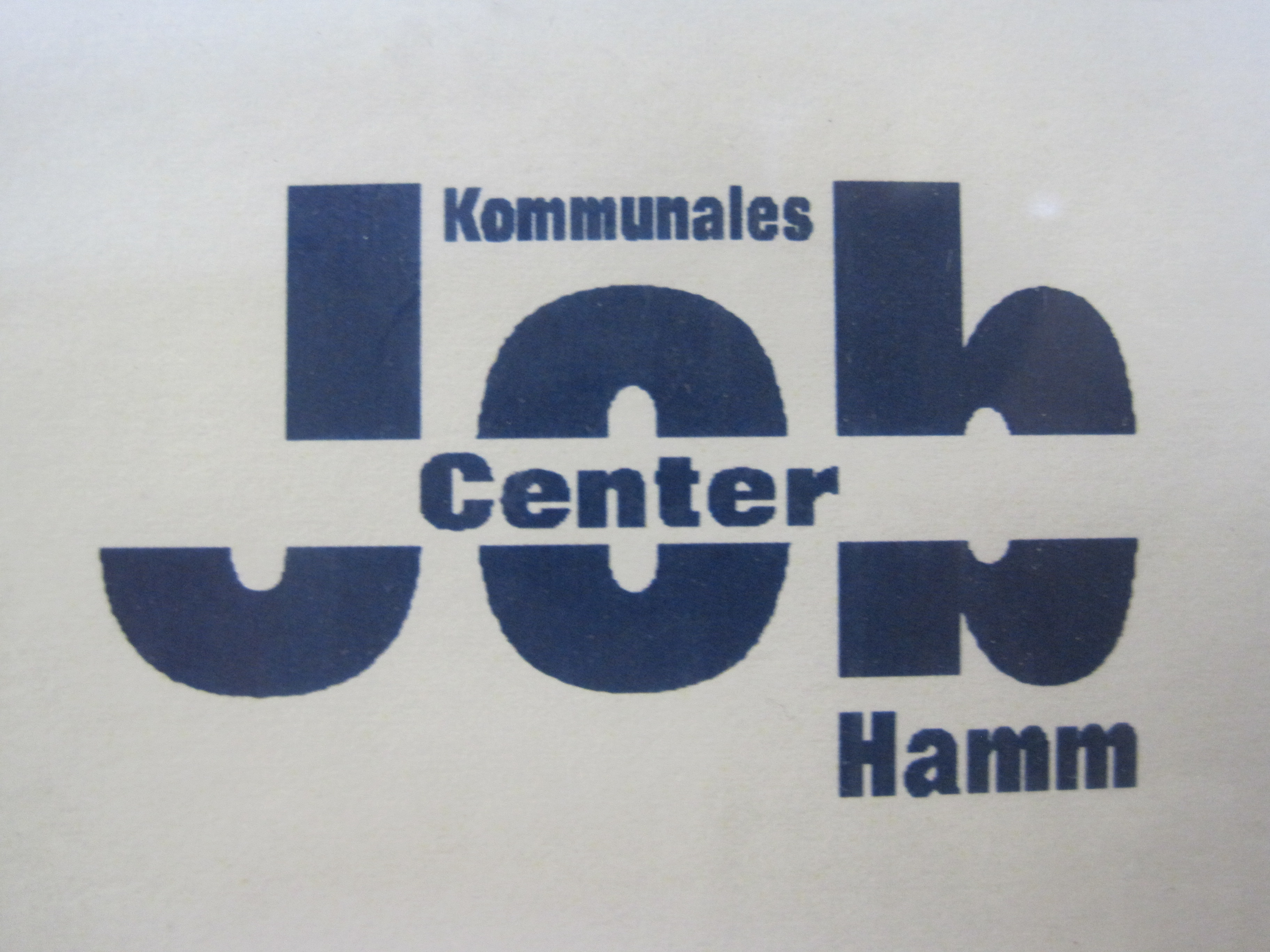
Logo Kommunales JobCenter.

Als eine von sechs kreisfreien Städten in Deutschland hat die Stadt Hamm seit dem 1. Januar 2005 die Grundsicherung für Arbeitsuchende im Sinne des SGB II im Rahmen des Gesetzes für moderne Dienstleistungen am Arbeitsmarkt, sog. Hartz IV., in Eigenregie übernommen.
Zu diesem Zweck ist die Stadt Hamm eine Kooperation mit der Wirtschaftsförderungsgesellschaft Hamm mbH eingegangen. Letztere wird von der Stadt Hamm betrieben, um die Wirtschaft in der Region anzukurbeln. Im Rahmen dieser Kooperation ist zum 1. Januar 2005 das „Kommunale JobCenter“ installiert und im Rathaus Bockum-Hövel angesiedelt worden. Seit dem 1. Juni 2007 ist das Kommunale eine Anstalt des öffentlichen Rechts.
Die Stadt Hamm präsentiert das Kommunale JobCenter als Angebot für Unternehmen. Diese können offene Stellen über ein Internet-Formular auf der Homepage des JobCenters den Mitarbeitern des Personalservice im kommunalen JobCenter melden. Außerdem können sich Unternehmer zu Personalfragen beraten lassen. Zu den Aufgaben des Personalservice gehört die Unterstützung bei der Personalvermittlung, beim Bewerbungsverfahren oder der Mitarbeiterqualifizierung. Auch werden Eingliederungsleistungen gewährt, so wie etwa Lohnkostenzuschüsse.

## Frühere Gemeindevorsteher, Bürgermeister, Bezirksvorsteher u. ä.
Die Fotografien hängen im Rathaus Bockum-Hövel aus.

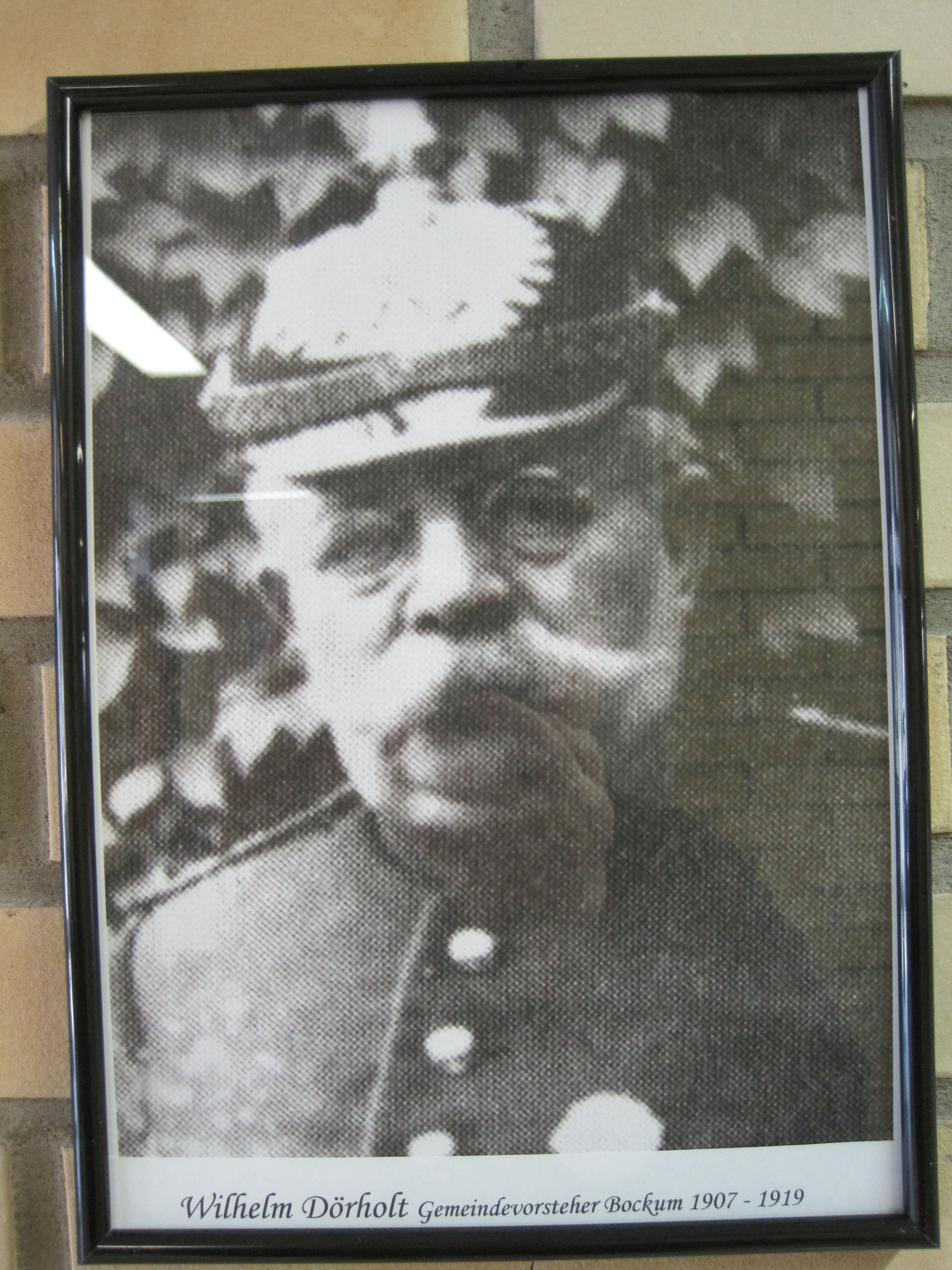
Wilhelm Dörholt, Gemeindevorsteher Bockum 1907–1919
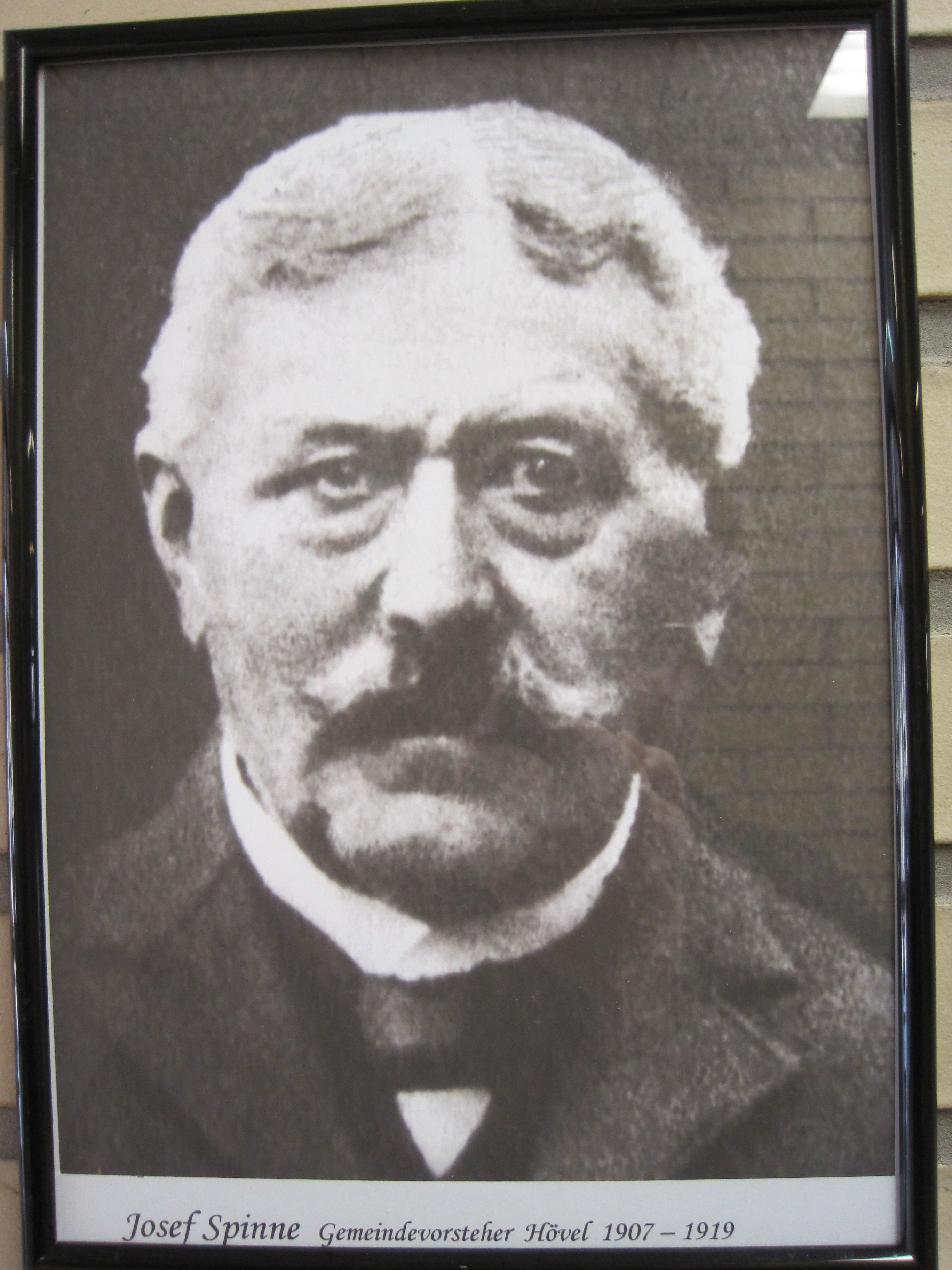
Josef Spinne, Gemeindevorsteher Hövel 1907–1919
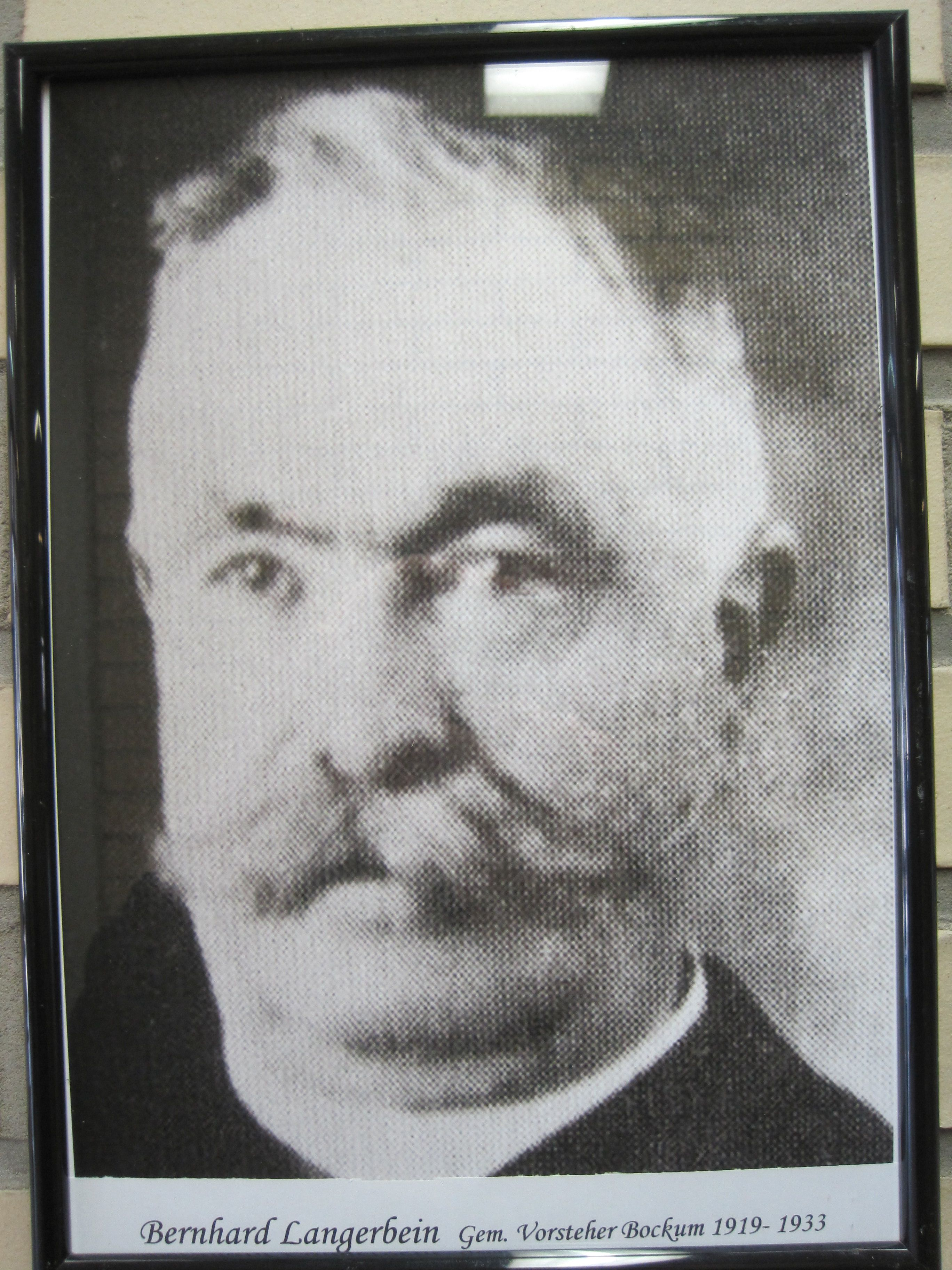
Bernhard Langerbein, Gemeindevorsteher Bockum 1919–1933
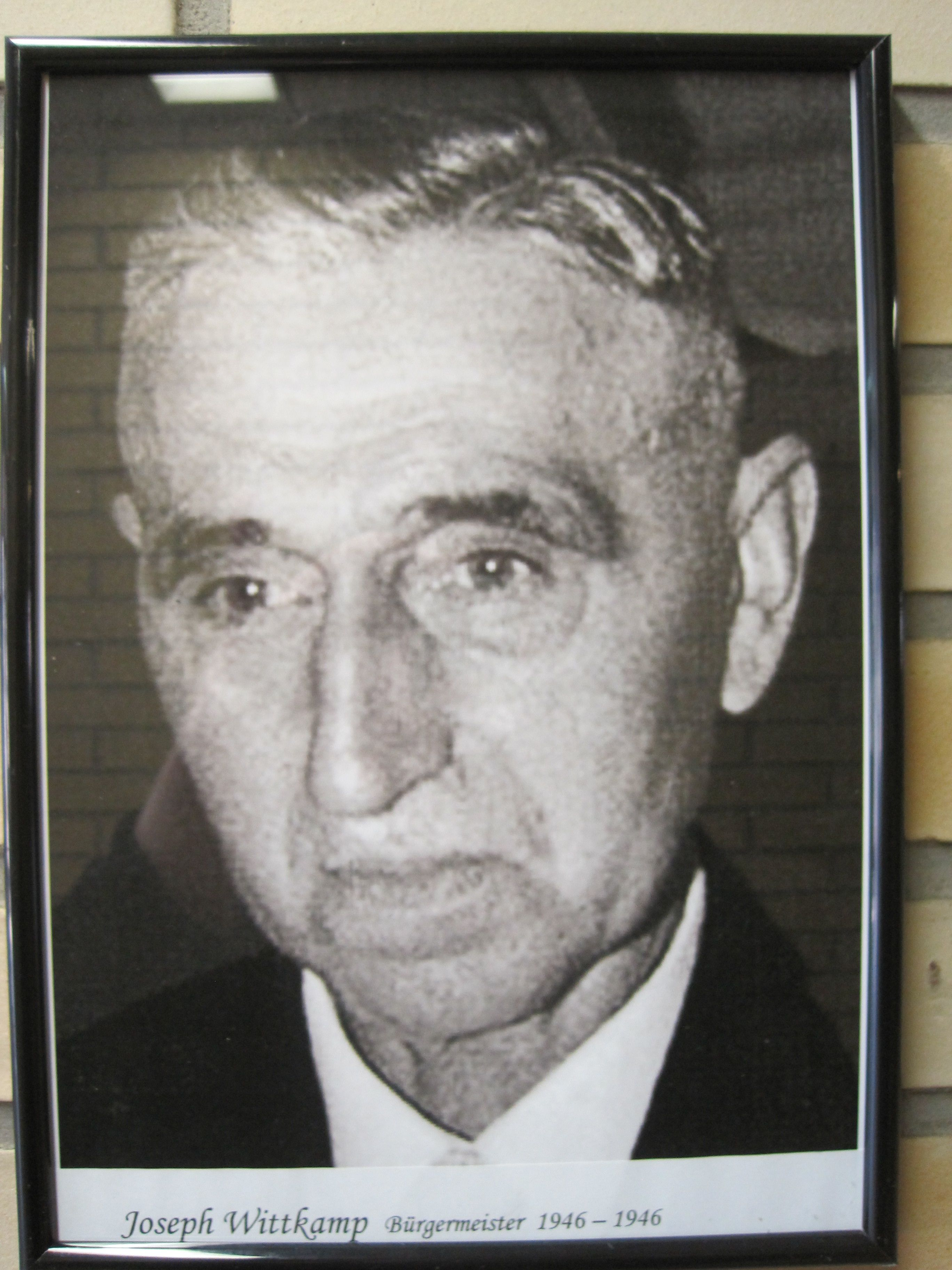
Joseph Wittkamp, Bürgermeister 1946.

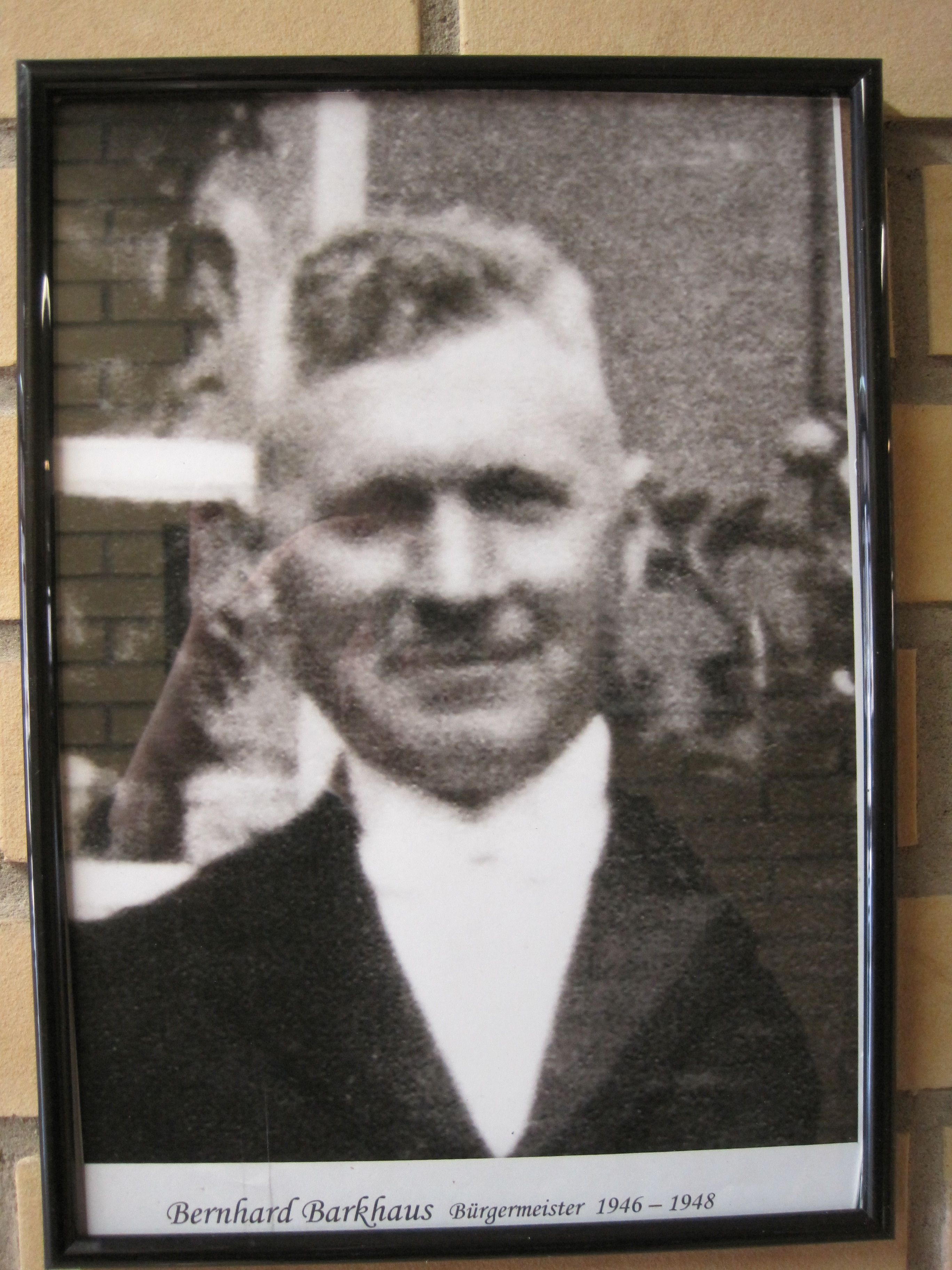
Bernhard Barkhaus, Bürgermeister 1946–1948
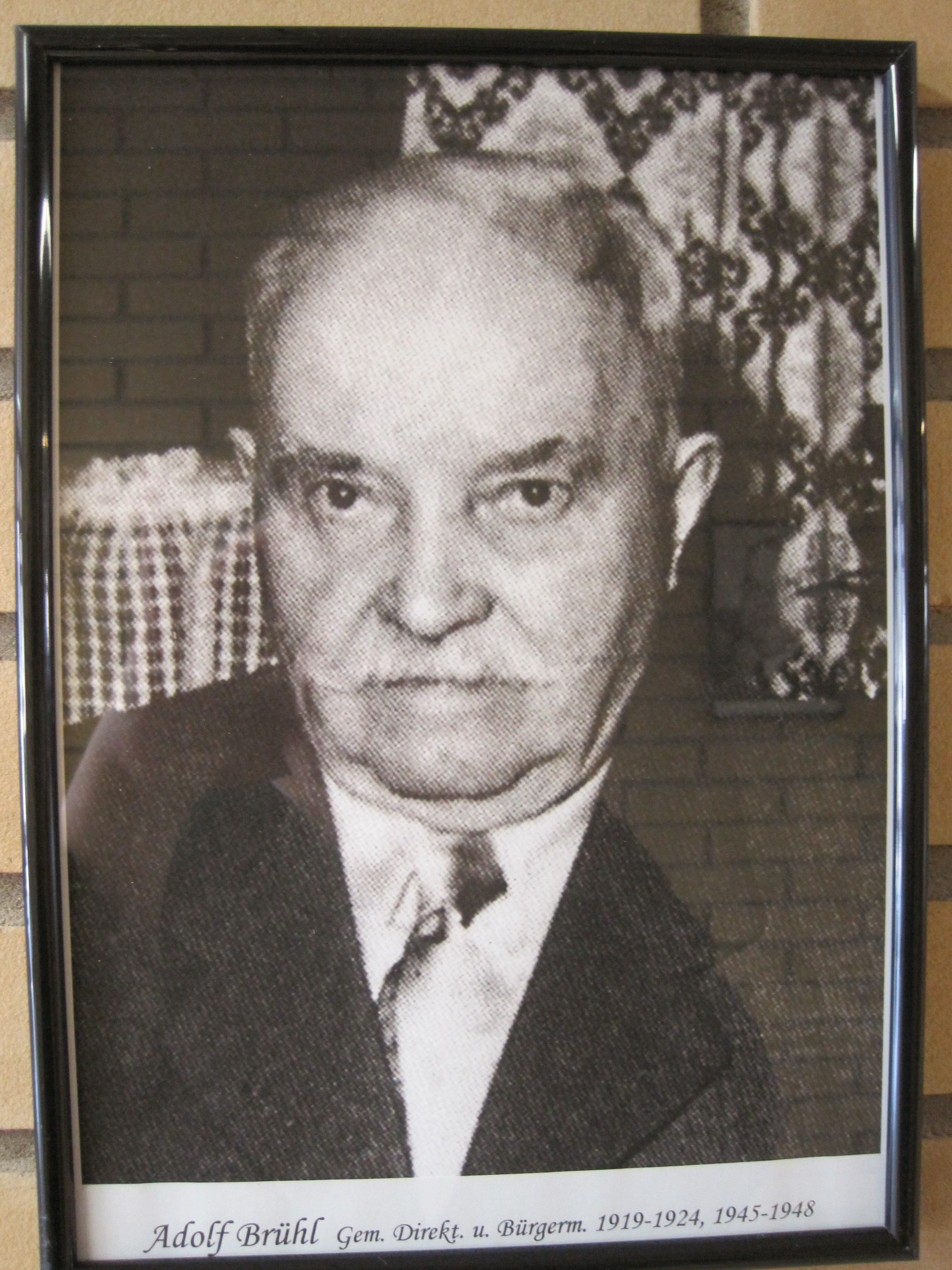
Adolf Brühl, Gemeindedirektor und Bürgermeister 1919–1924, 1945–1948
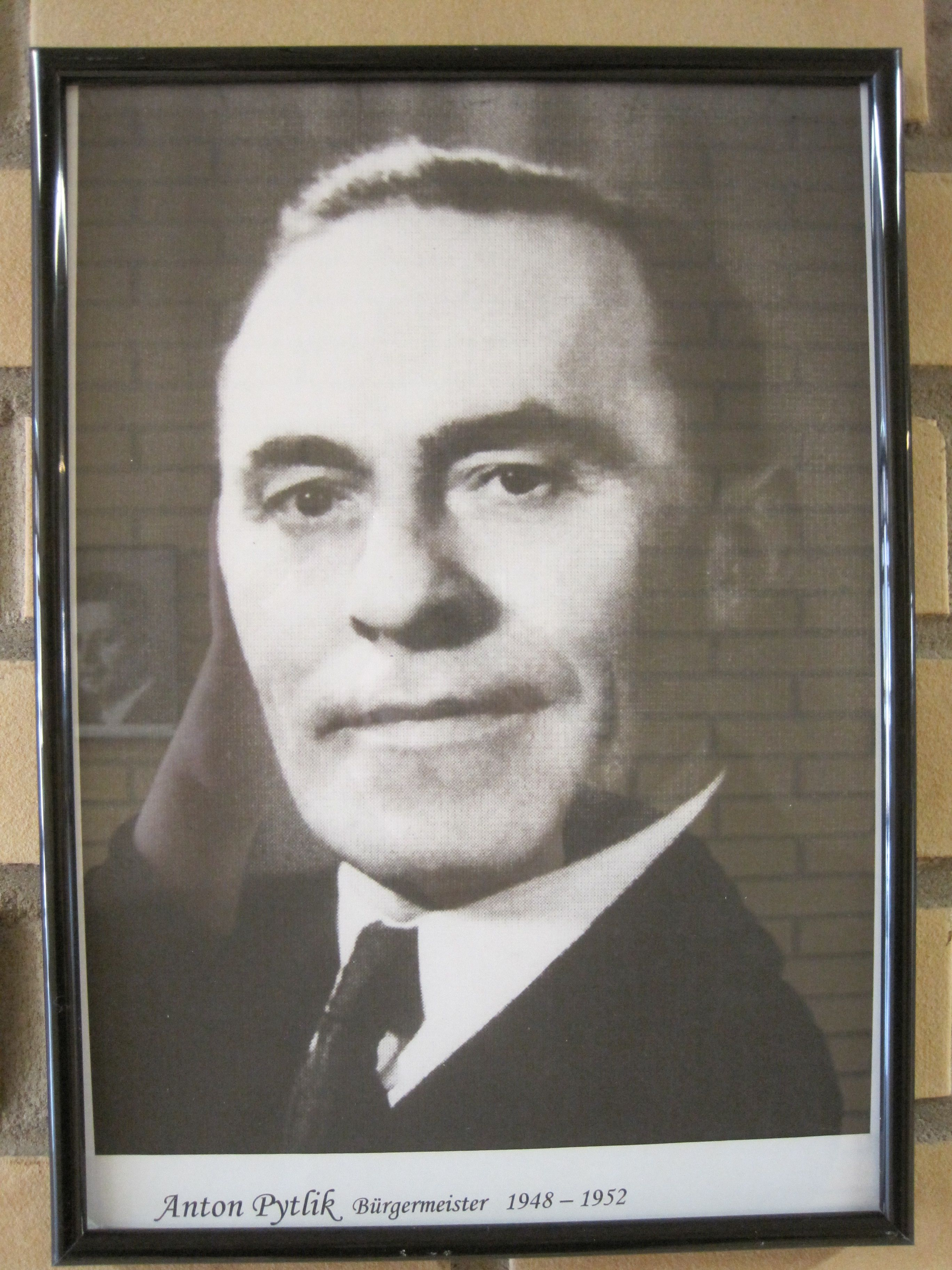
Anton Pytlik, Bürgermeister 1948–1952
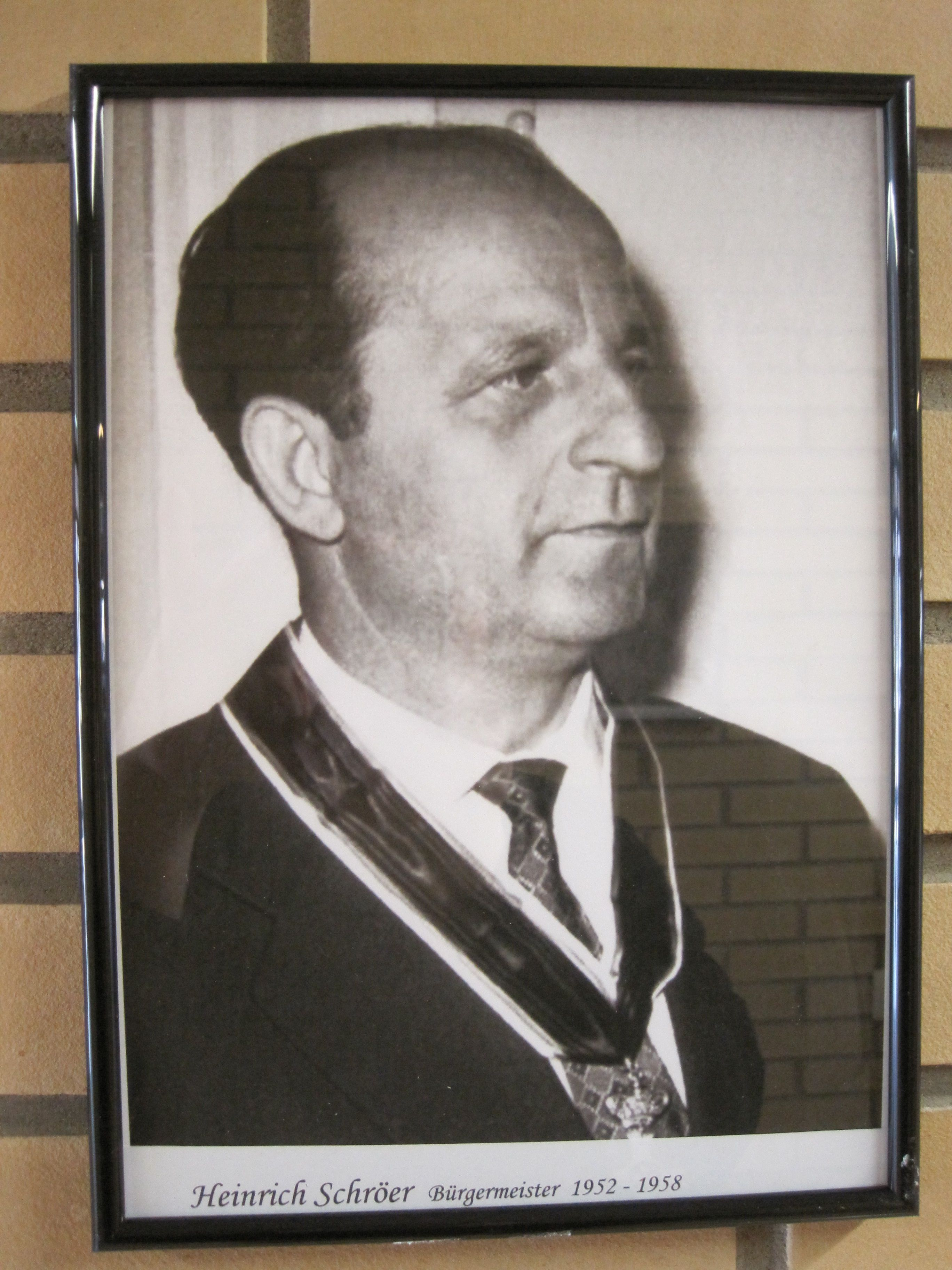
Heinrich Schröer, Bürgermeister 1952–1958

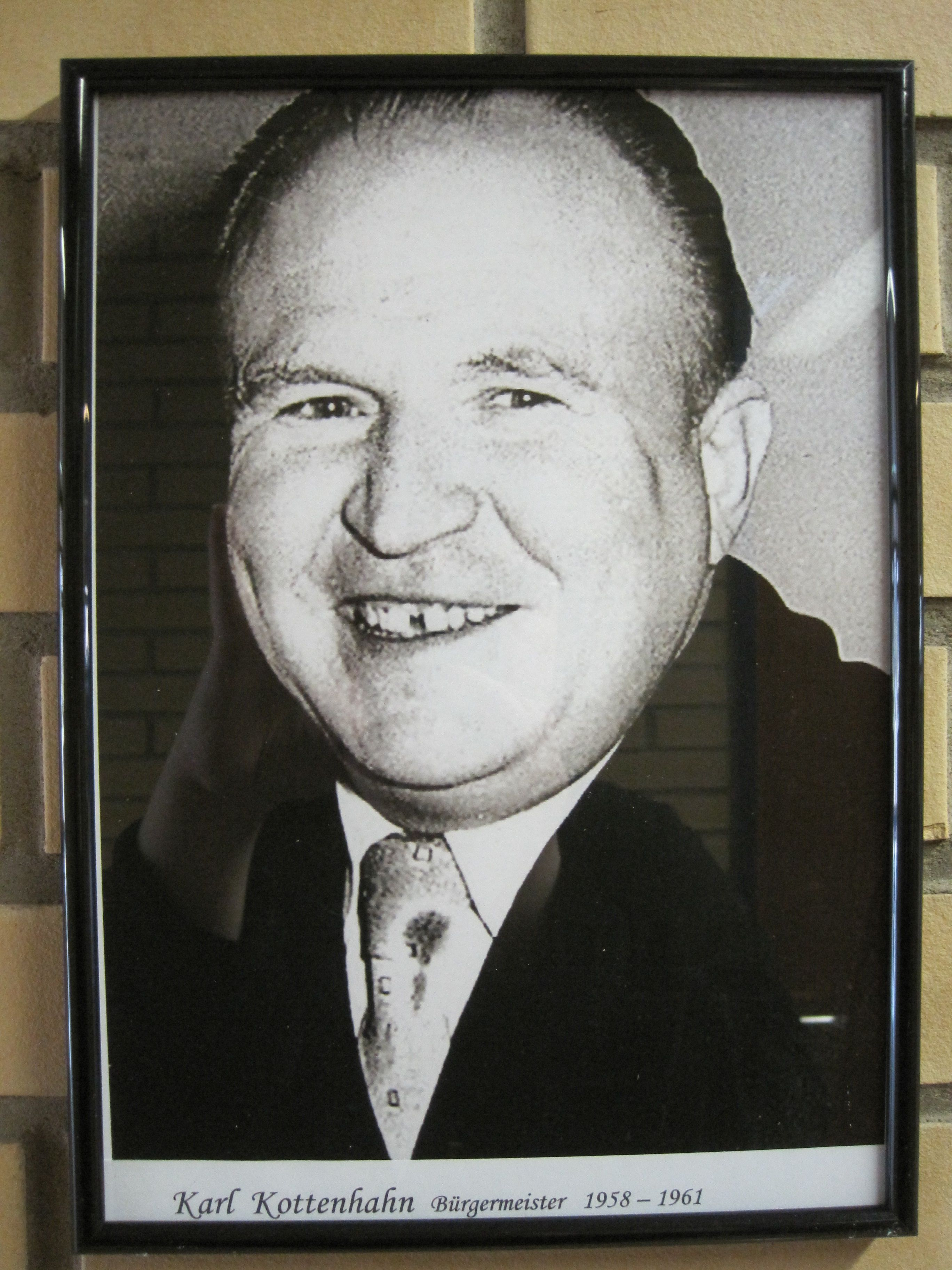
Karl Kottenhahn, Bürgermeister 1958–1961
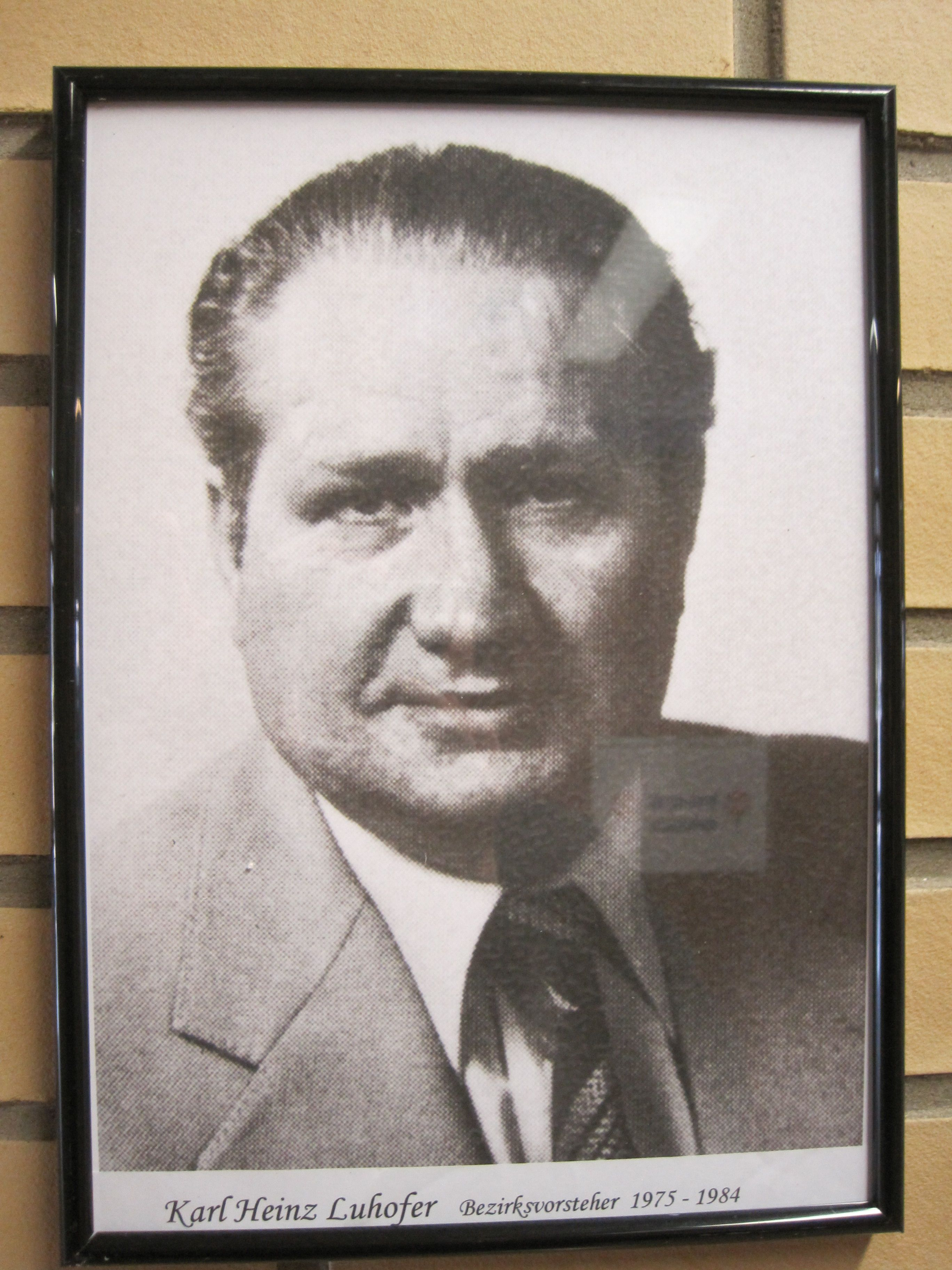
Karl Heinz Luhofer, Bezirksvorsteher 1975–1984
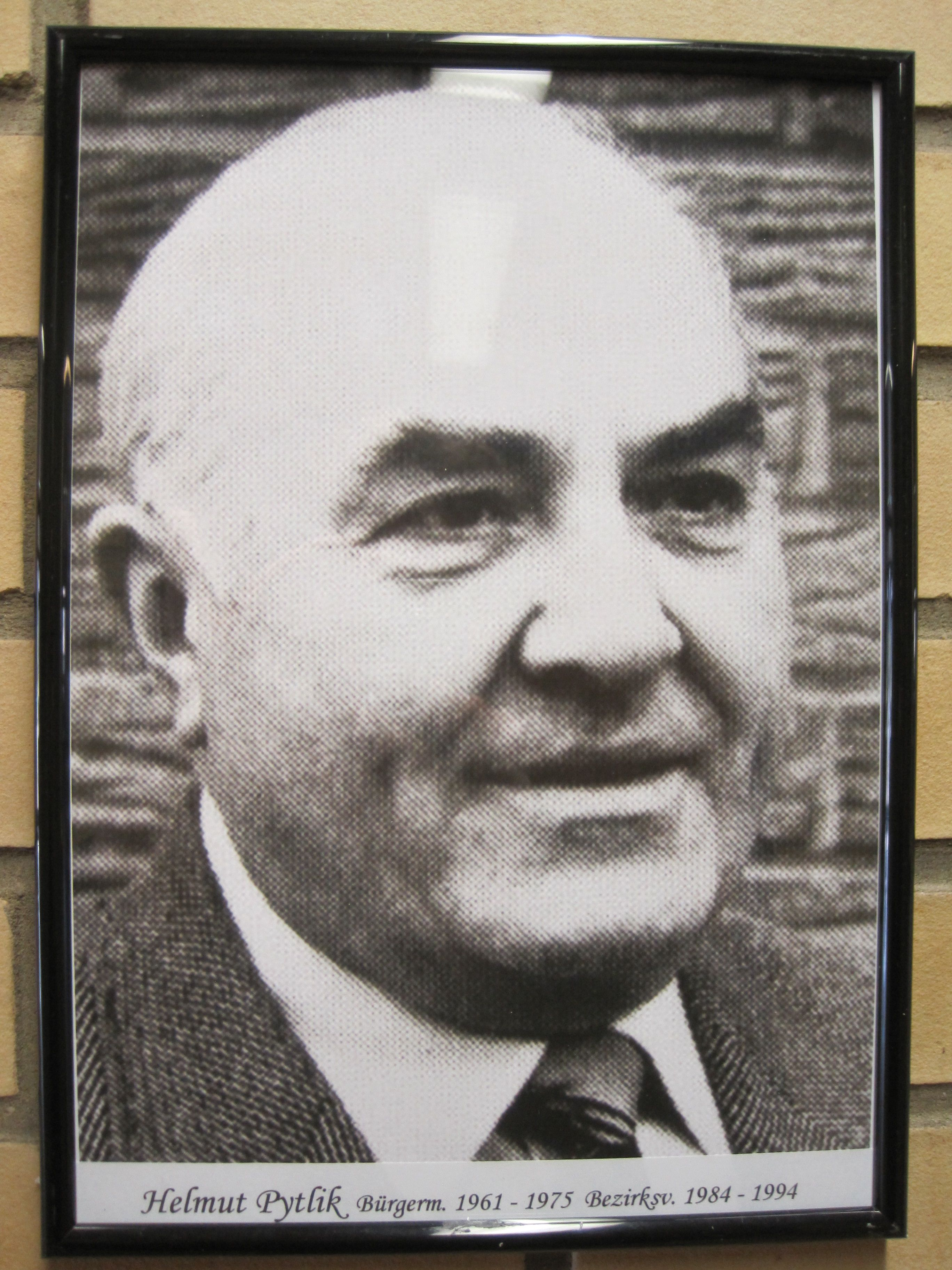
Helmut Pytlik, Bürgermeister 1961–1975, Bezirksvorsteher 1984–1994
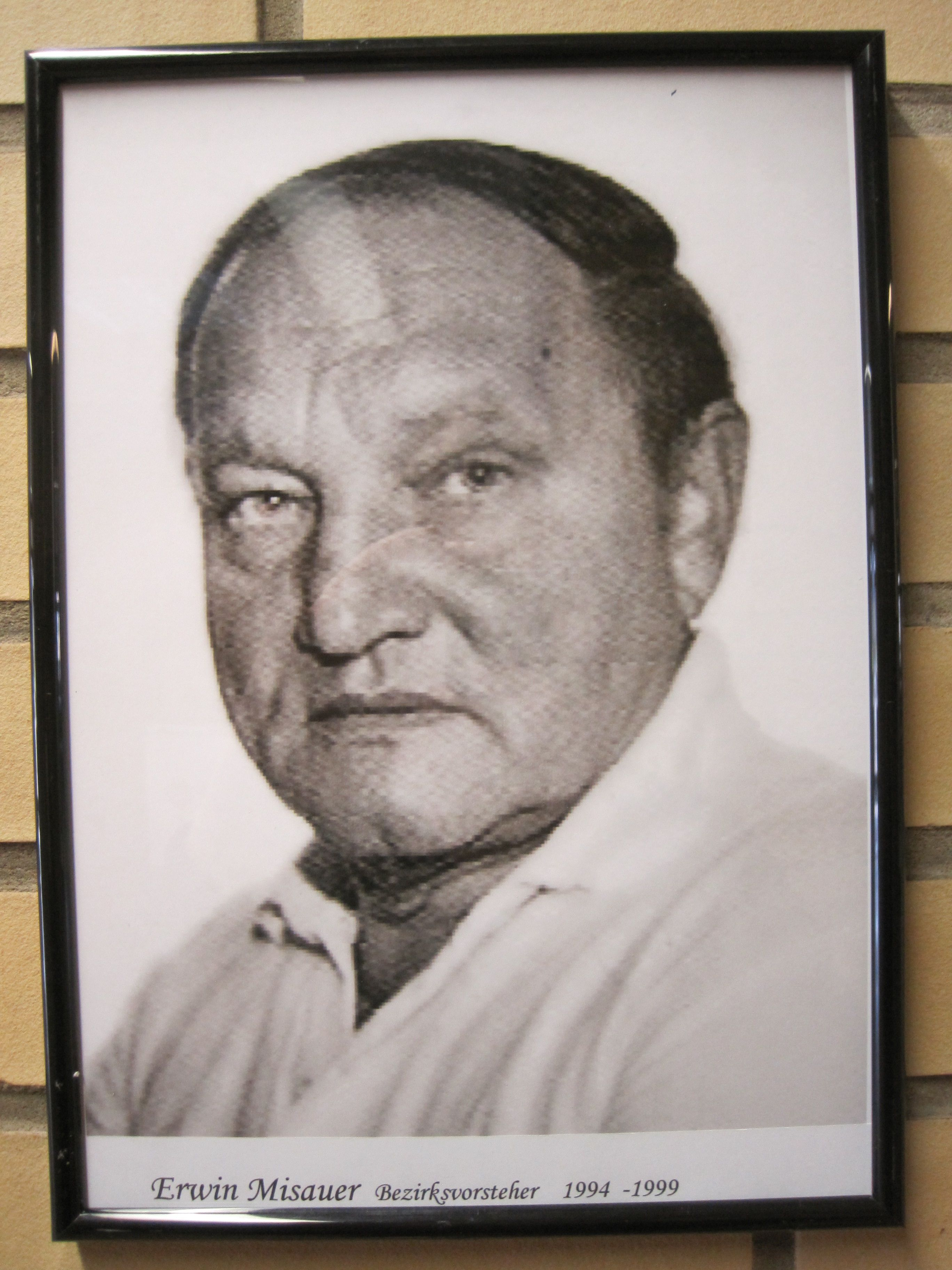
Erwin Misauer, Bezirksvorsteher 1994–1999

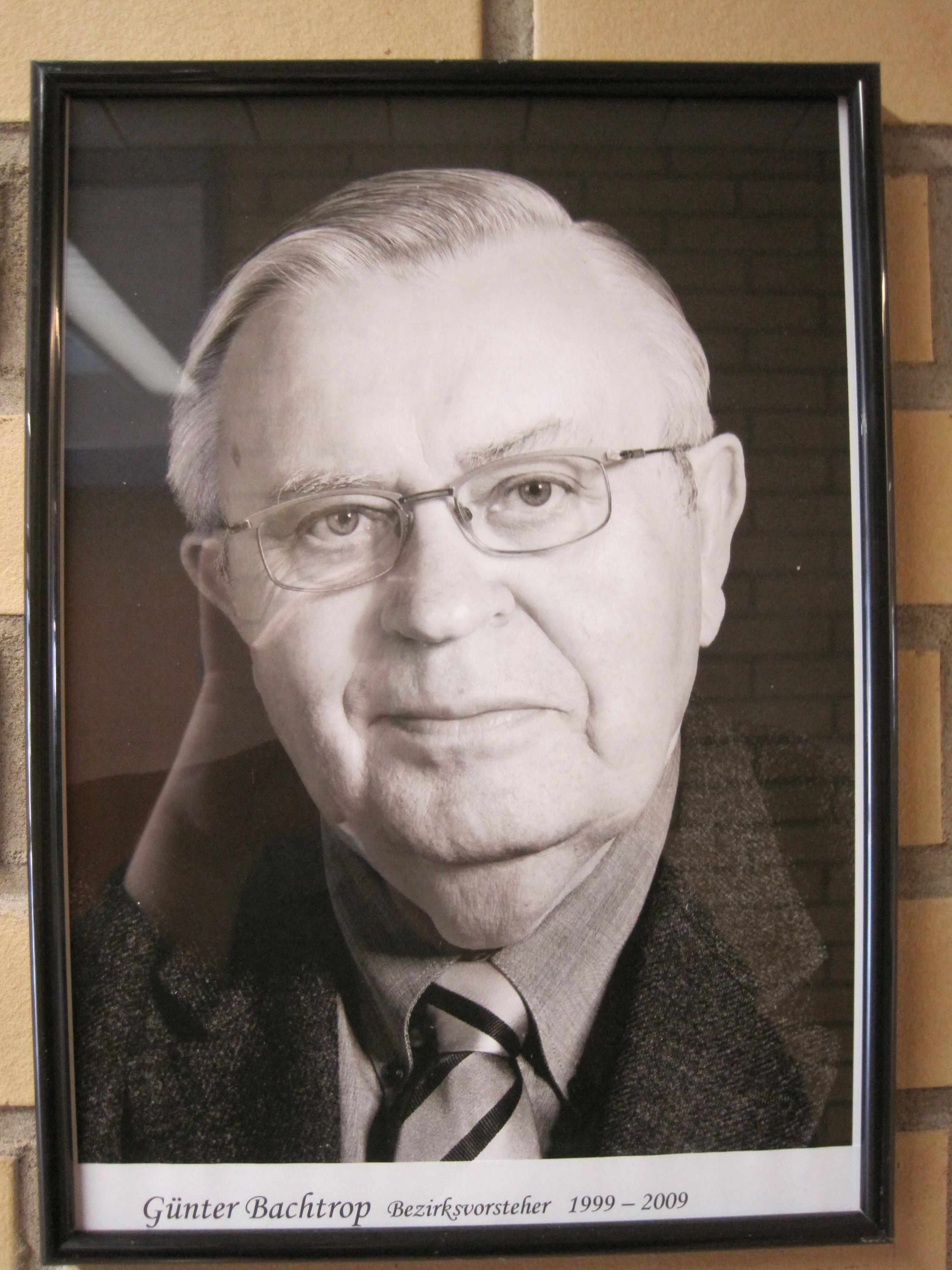
Günter Bachtrop, Bezirksvorsteher 1999–2009

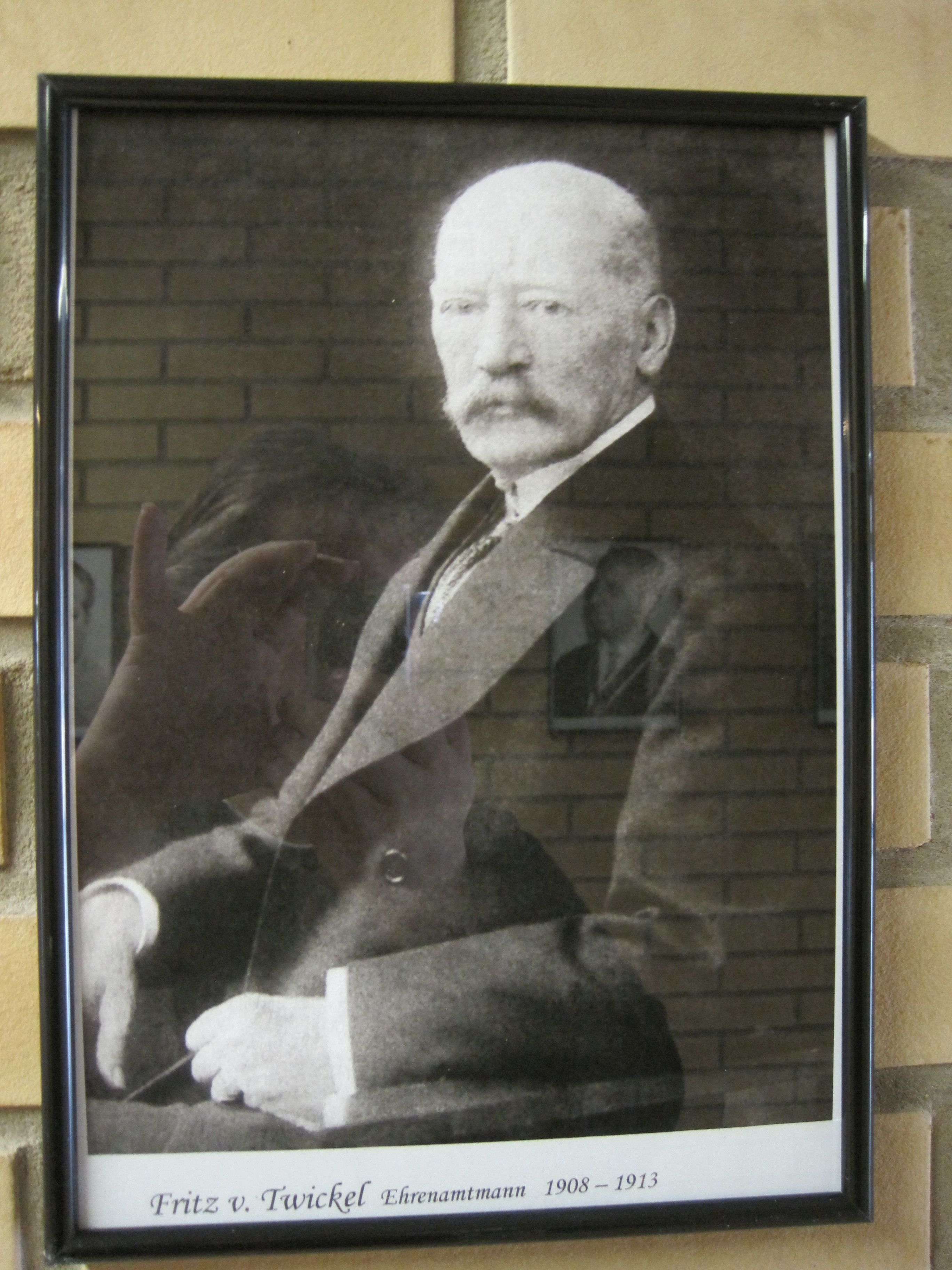
Fritz von Twickel, Ehrenamtmann 1908–1913
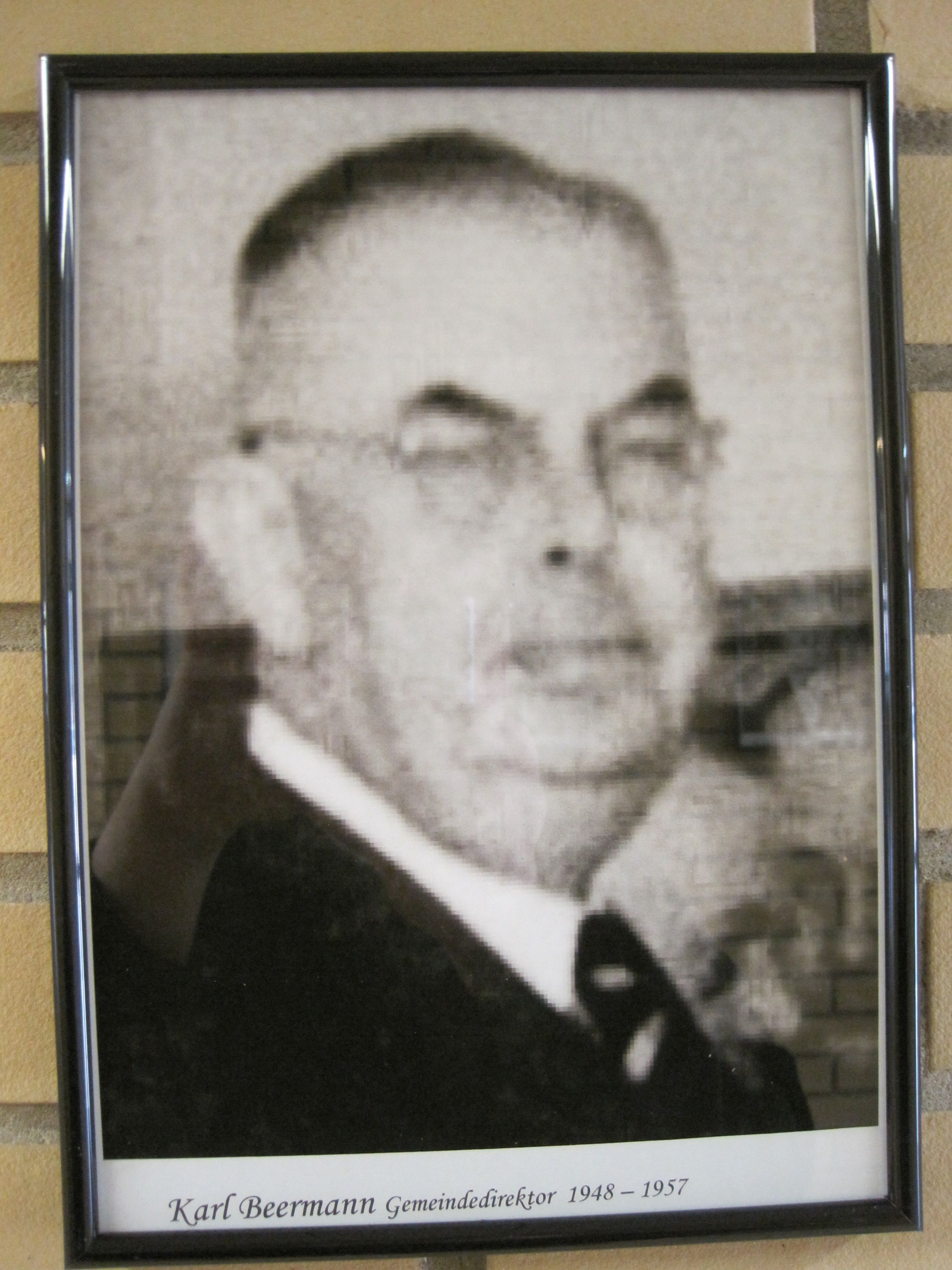
Karl Beermann, Gemeindedirektor 1948–1957
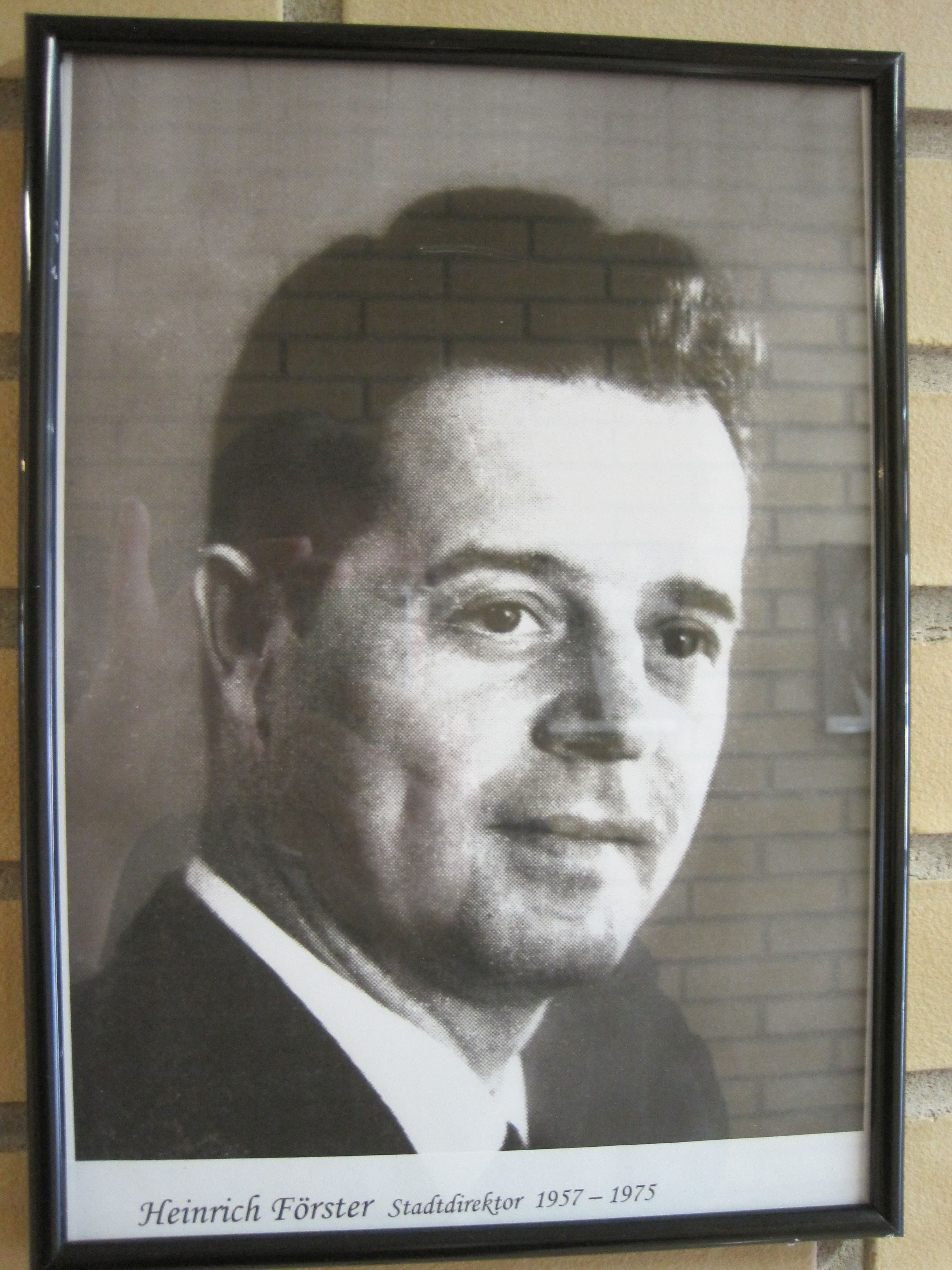
Heinrich Förster, Stadtdirektor 1957–1975
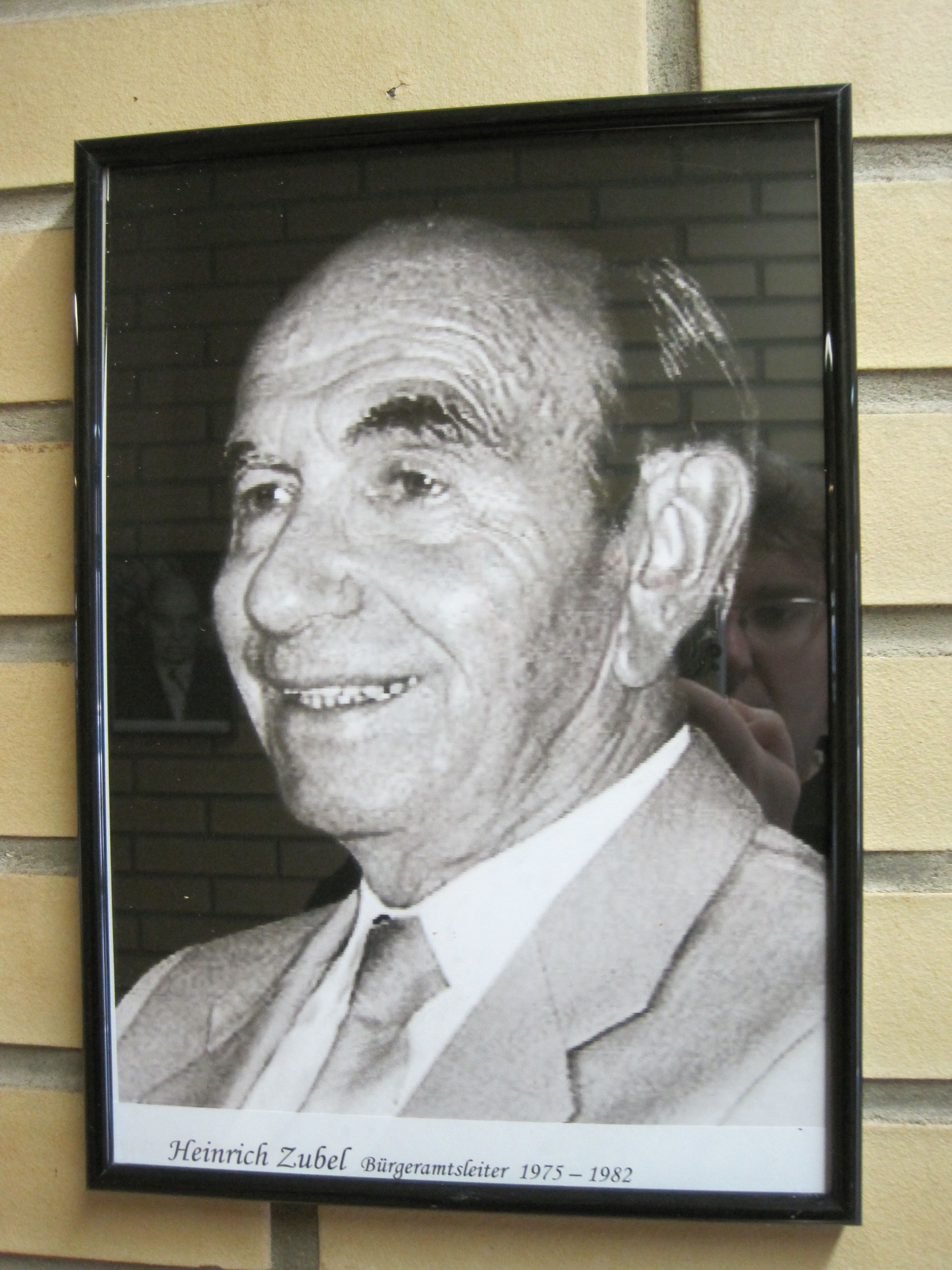
Heinrich Zubel, Bürgeramtsleiter 1975–1982